# Dekanat Bad Neustadt
Das Dekanat Bad Neustadt ist eines von 20 Dekanaten im römisch-katholischen Bistum Würzburg.
Es umfasst den Landkreis Rhön-Grabfeld. Es grenzt im Nordosten an das Bistum Erfurt, im Süden an das Dekanat Haßberge, das Dekanat Schweinfurt-Nord, das Dekanat Bad Kissingen und im Westen/Nordwesten an das Dekanat Hammelburg und das Bistum Fulda. Das Dekanat Bad Neustadt fusionierte zum 1. Juli 2011 mit dem Dekanat Rhön-Grabfeld.
59 Pfarrgemeinden und 16 Kuratien haben sich bis 2010 zu sechzehn Pfarreiengemeinschaften zusammengeschlossen.
Dekan ist Andreas Krefft, koordinierender Pfarrer der Pfarreiengemeinschaft Bad Neustadt. Sein Stellvertreter ist Thomas Menzel, koordinierender Pfarrer der Pfarreiengemeinschaft Franziska Streitel, Mellrichstadt. Verwaltungssitz ist Bad Neustadt an der Saale.

## Gliederung
Sortiert nach Pfarreiengemeinschaften werden die Pfarreien genannt, alle zu einer Pfarrei gehörigen Exposituren, Benefizien und Filialen werden nach der jeweiligen Pfarrei aufgezählt, danach folgen Kapellen, Klöster und Wallfahrtskirchen. Weiterhin werden auch die Einzelpfarreien am Ende aufgelistet.

### Pfarreiengemeinschaften

#### Pfarreiengemeinschaft Bad Neustadt
- Pfarrei Mariä Himmelfahrt, (Bad Neustadt an der Saale), Karmelitenkirche, Marienkapelle
- Pfarrei St. Konrad, (Bad Neustadt an der Saale)
- Kuratie St. Jakobus der Ältere, (Löhrieth)
- Kuratie Heilige Familie, (Mühlbach), St. Bonifatius auf der Salzburg

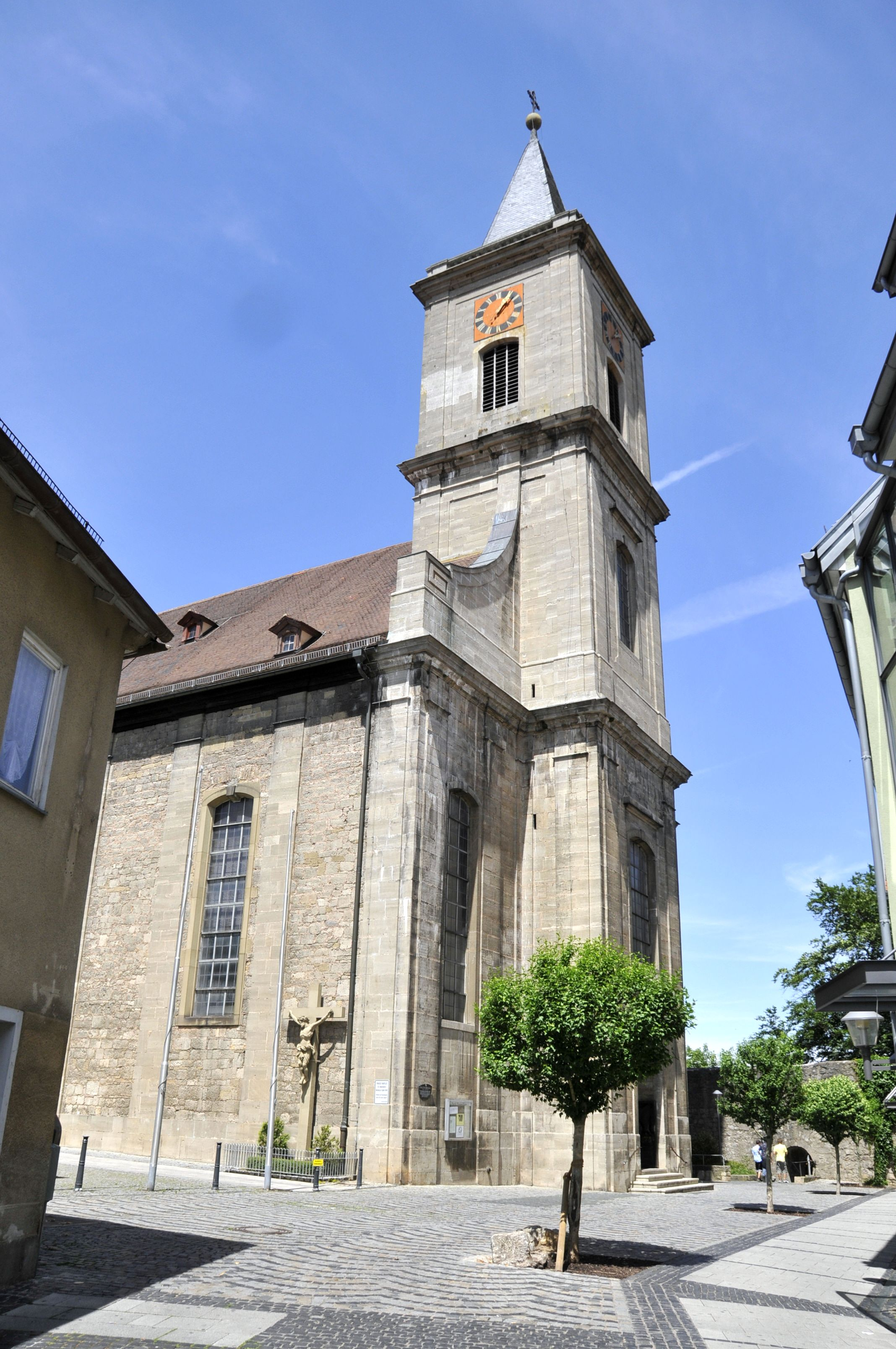
Mariä Himmelfahrt
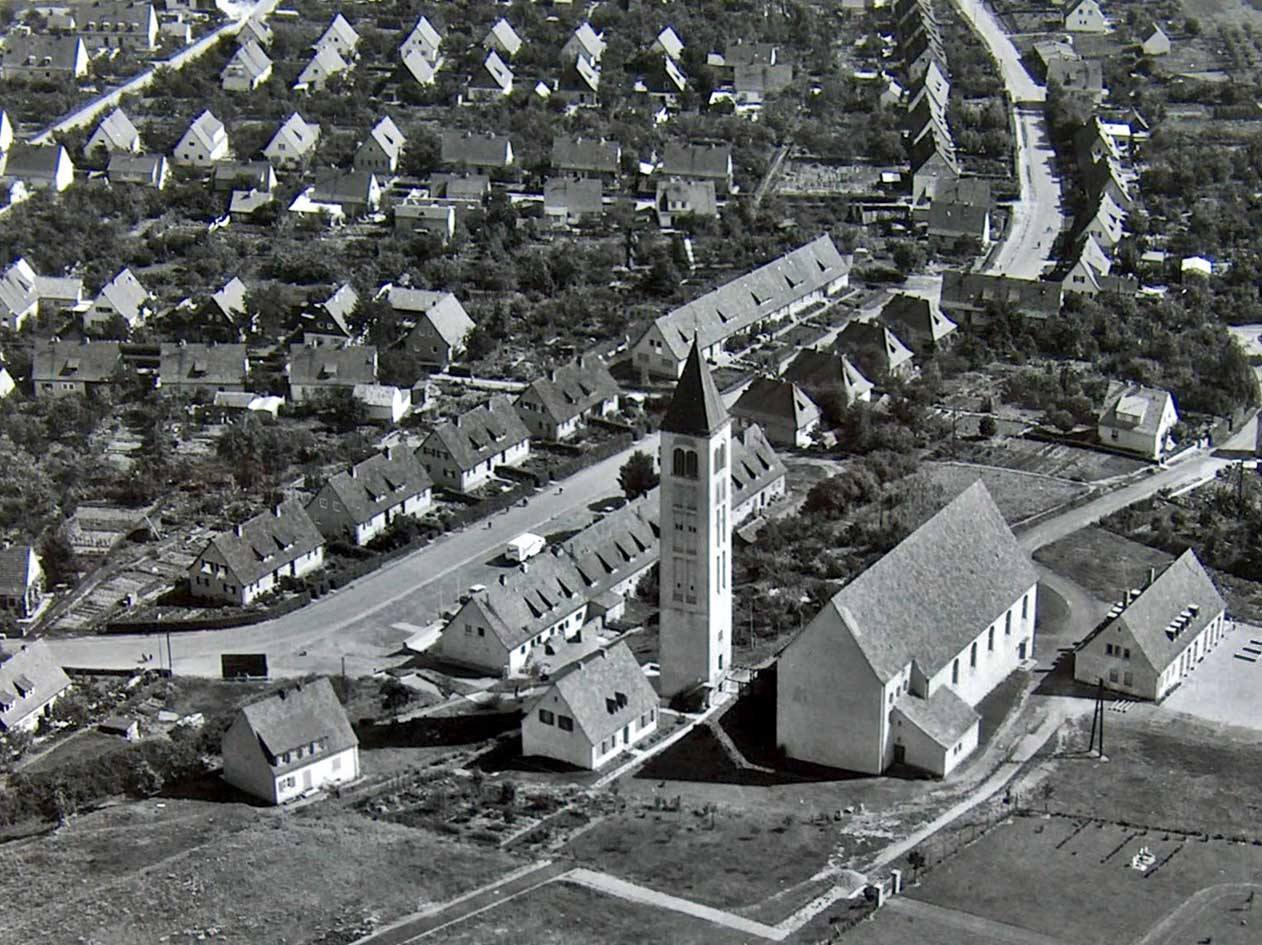
St. Konrad
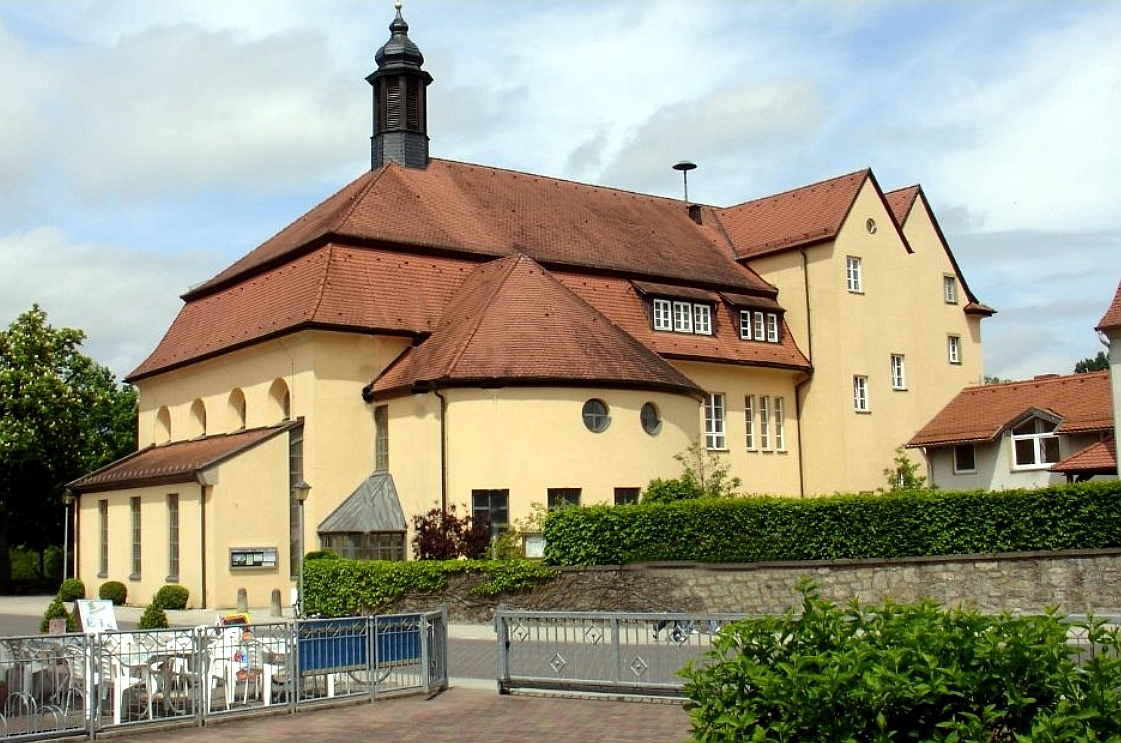
Hl. Familie
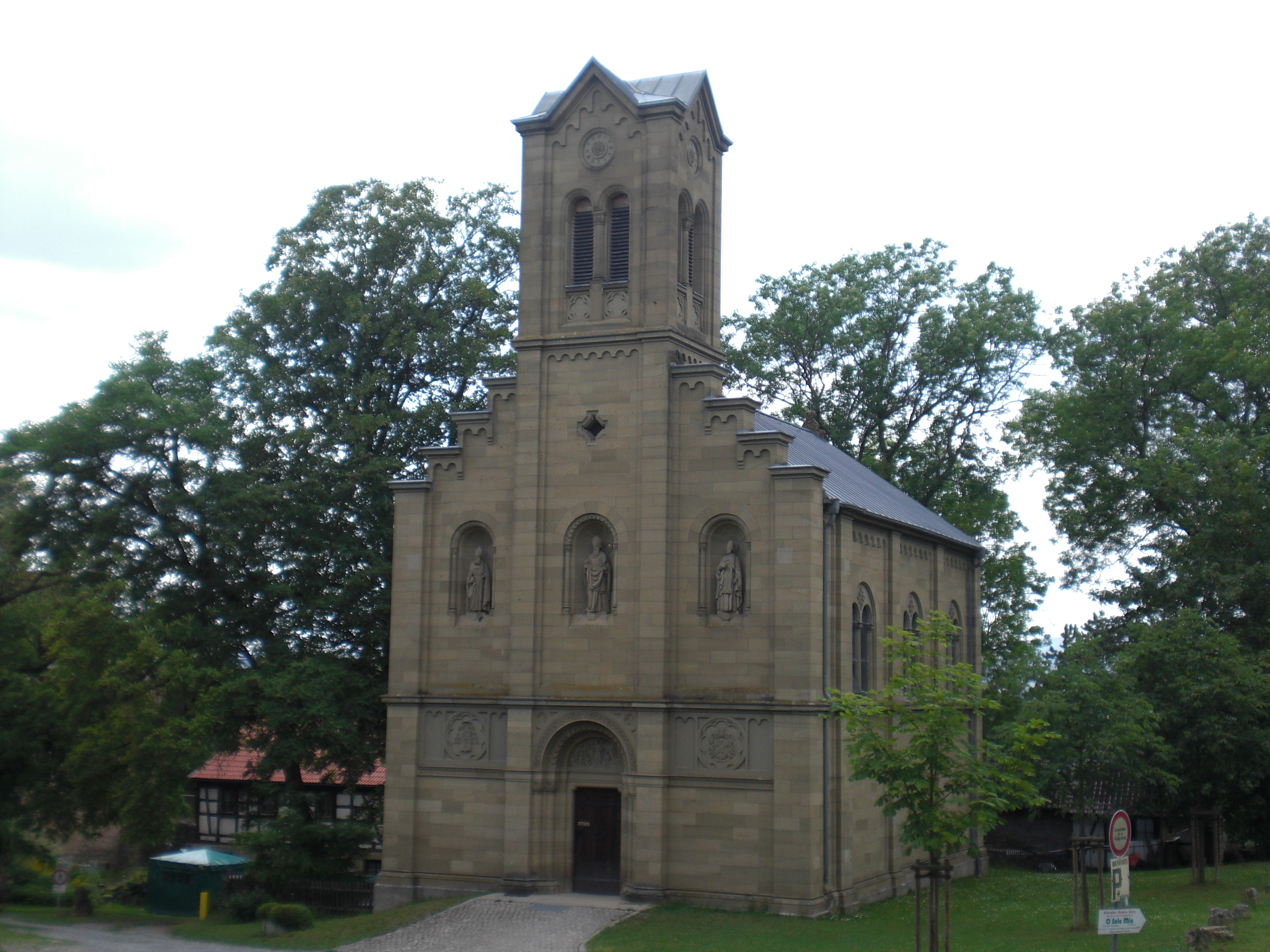
St. Bonifatius

#### Pfarreiengemeinschaft Fladungen-Nordheim
- Pfarrei St. Anton (Brüchs)
- Pfarrei St. Kilian (Fladungen)
- Pfarrei St. Georg (Hausen) mit St. Antonius von Padua (Roth)
- Kuratie St. Vitus (Leubach)
- Kuratie Mariä Heimsuchung (Neustädtles)
- Pfarrei St. Johannes der Täufer (Nordheim vor der Rhön) mit St. Jakobus der Ältere (Heufurt)
- Pfarrei St. Josef der Bräutigam (Oberfladungen)
- Pfarrei St. Wendelin (Rüdenschwinden)

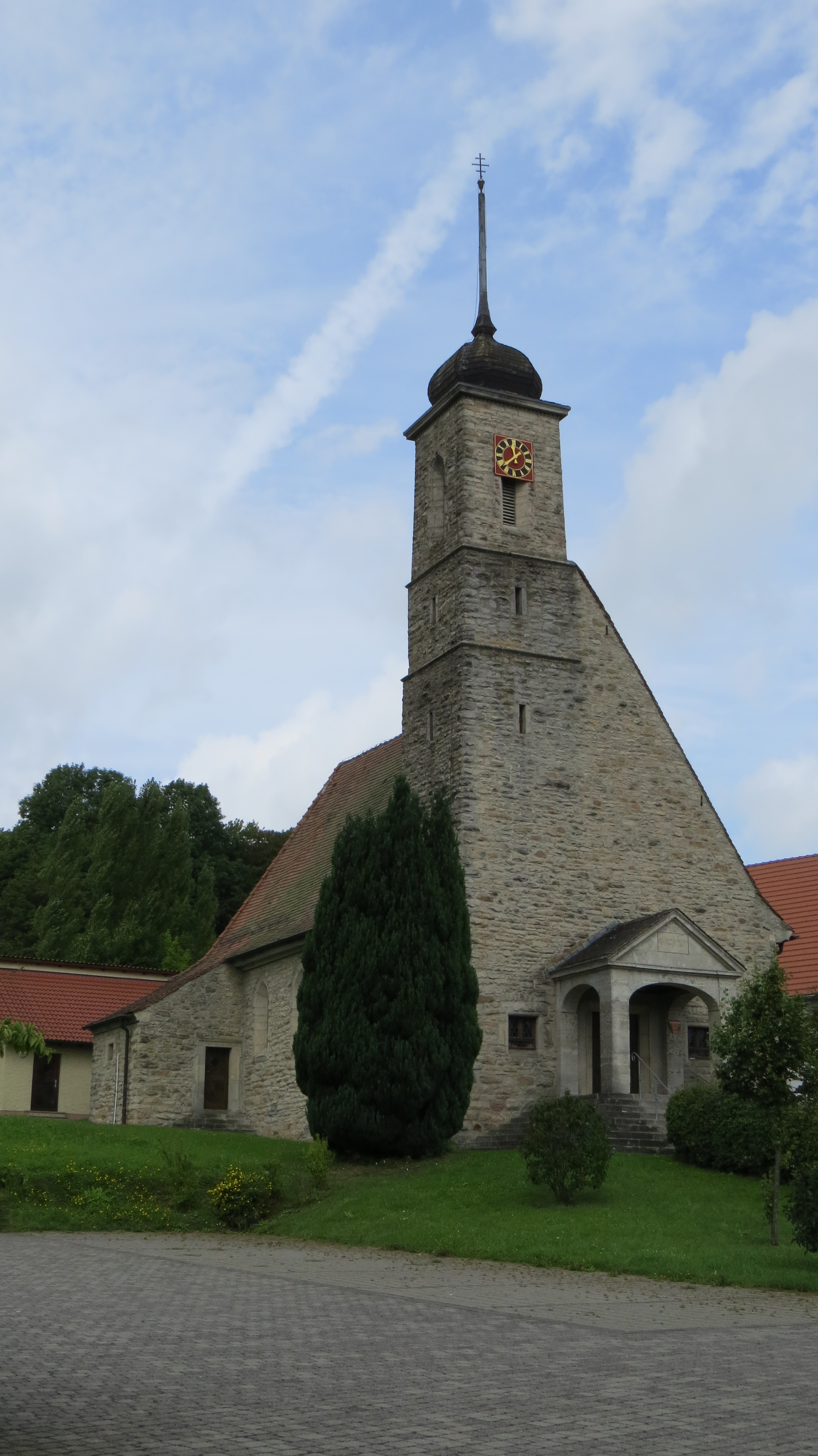
St. Anton
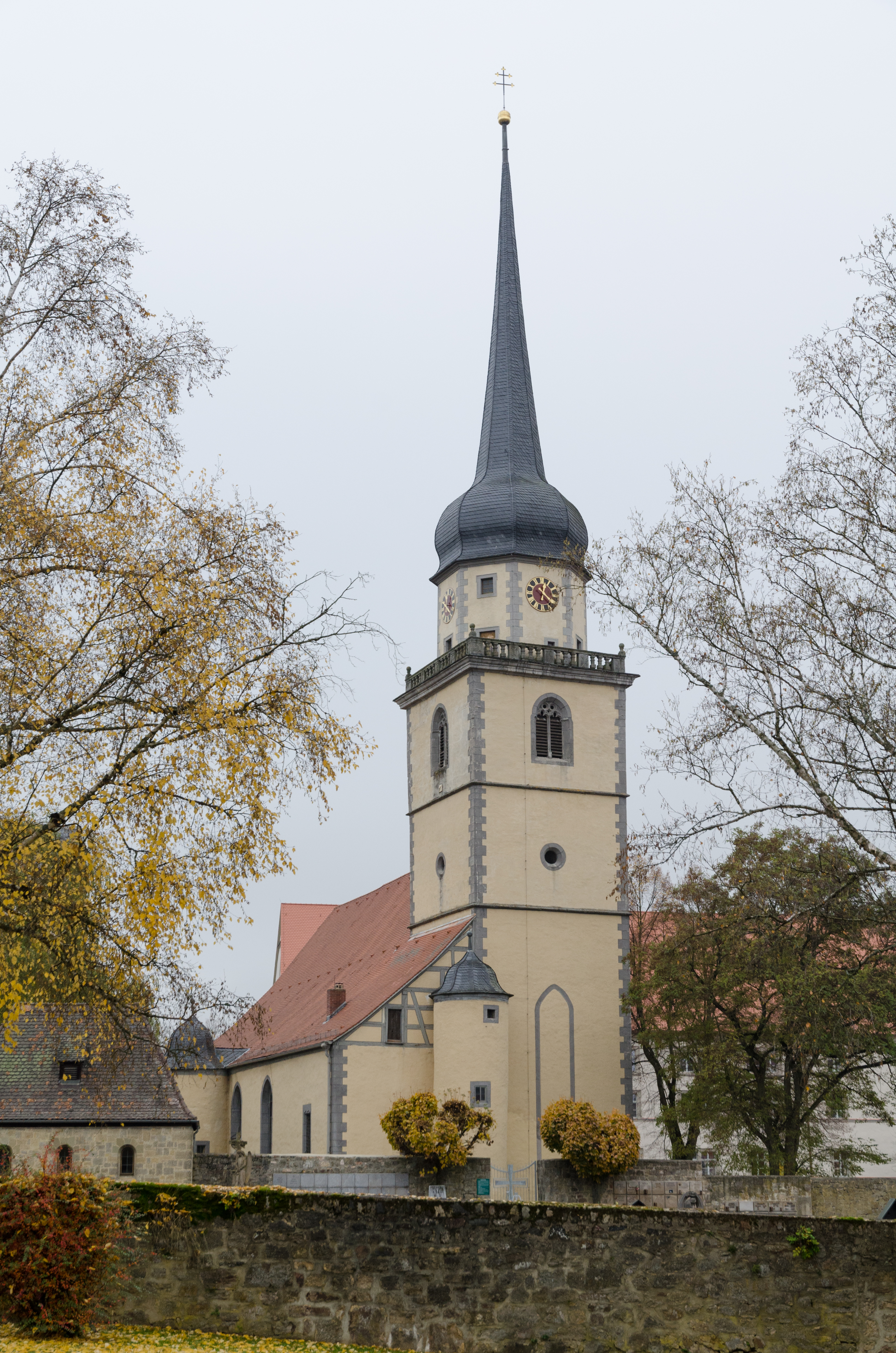
St. Kilian
St. Vitus
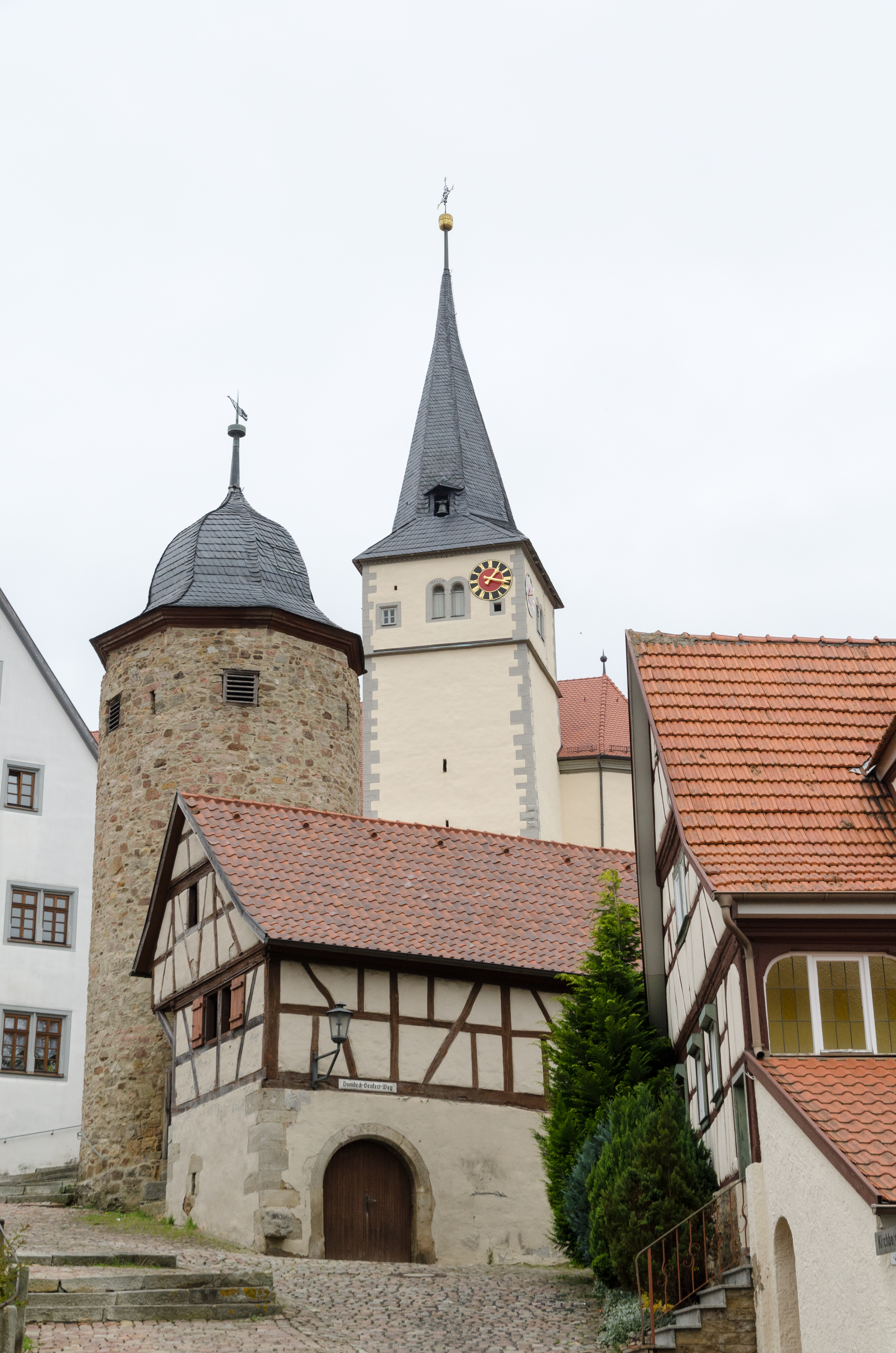
St. Johannes der Täufer

#### Pfarreiengemeinschaft Immanuel-Hohe Rhön (Oberelsbach)
- Pfarrei St. Kilian (Oberelsbach) mit St. Pankratius (Sondernau)
- Pfarrei St. Simon und St. Judas Thaddäus, (Unterelsbach)
- Pfarrei Petri Stuhlfeier und St. Bartholomäus (Weisbach (Oberelsbach)) mit St. Ottilia (Ginolfs)

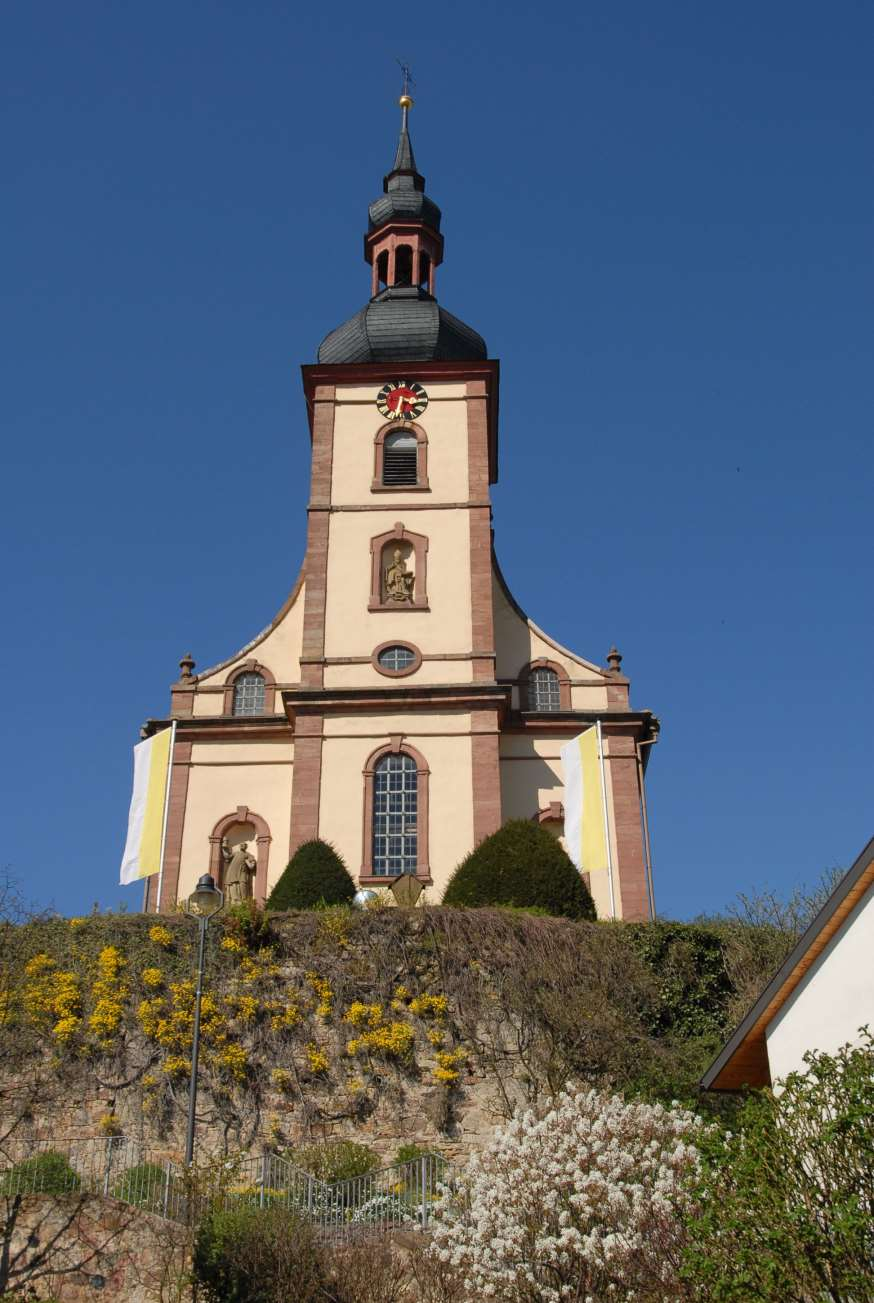
St. Kilian
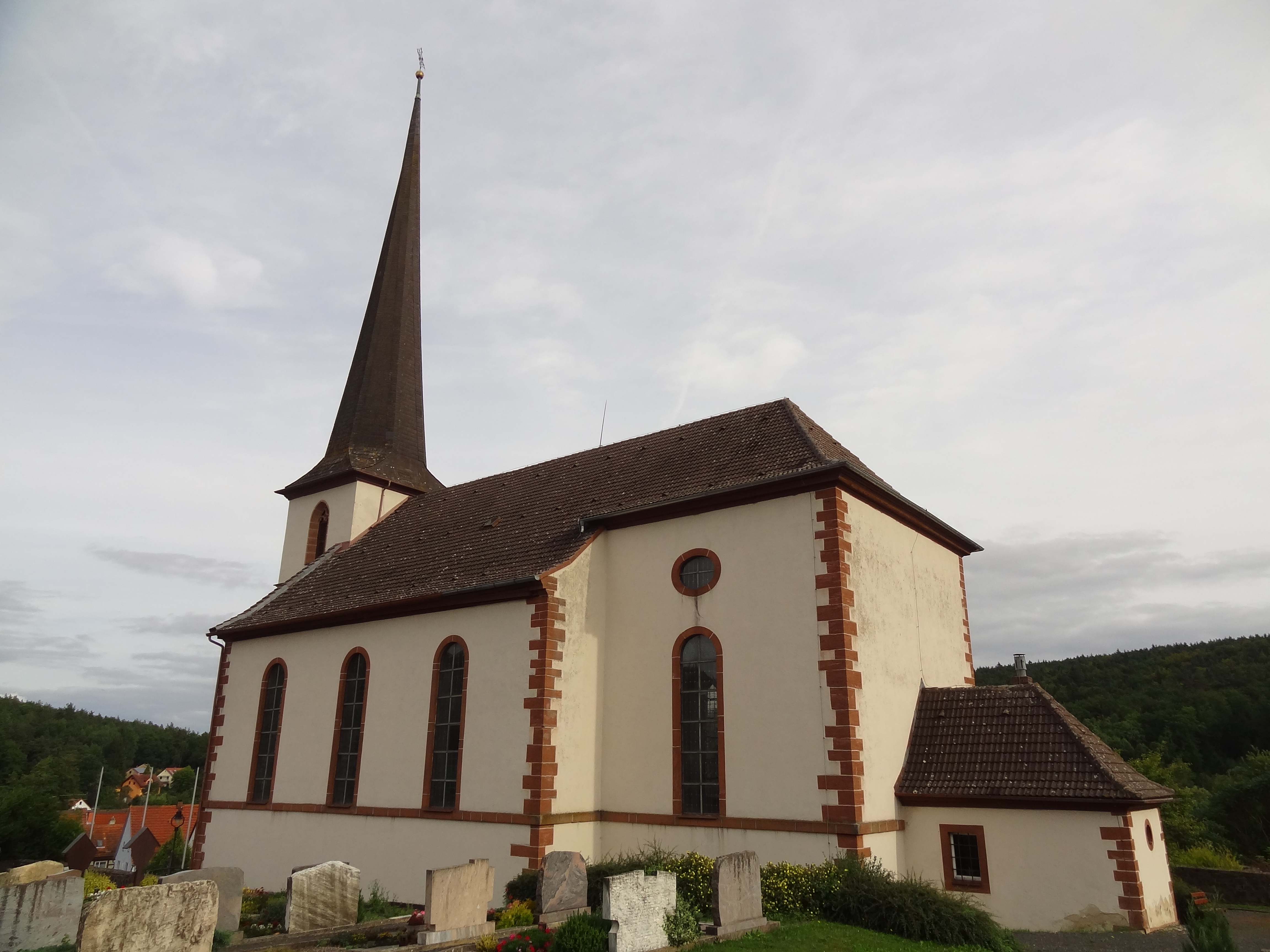
St. Simon und Judas Thaddäus
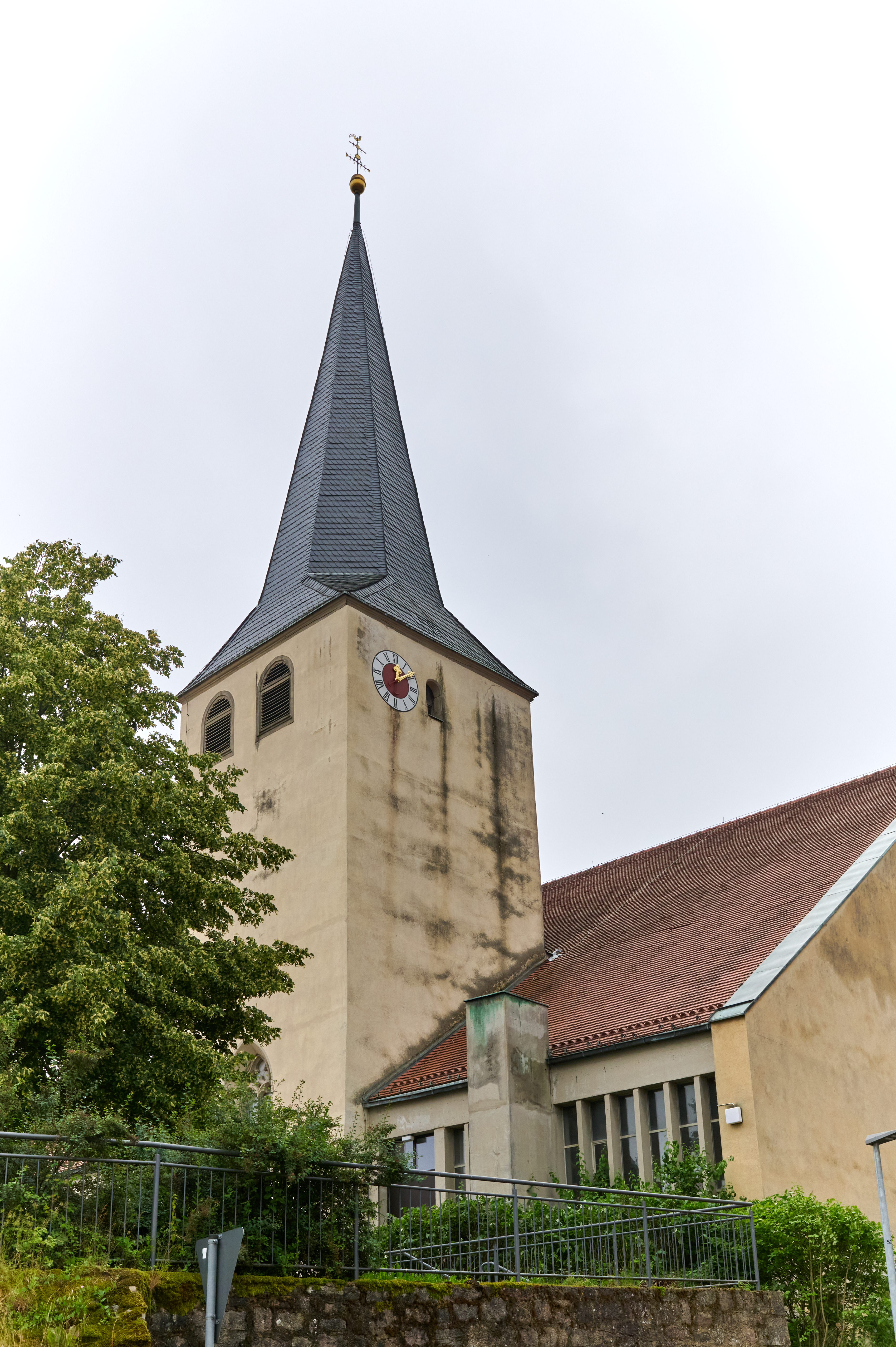
Petri Stuhlfeier
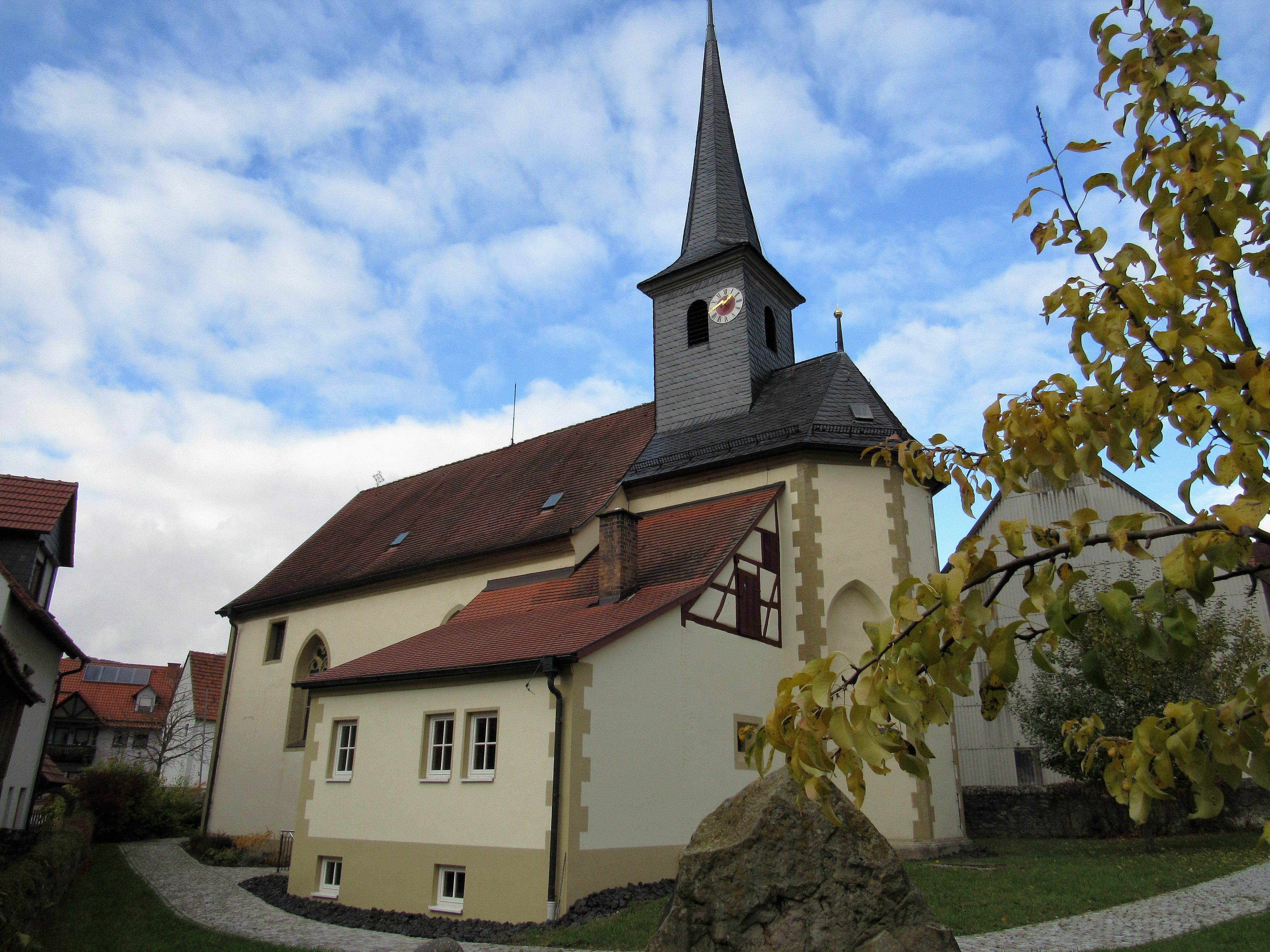
St. Ottilia

#### Pfarreiengemeinschaft Am Kreuzberg (Bischofsheim an der Rhön)
- Pfarrei St. Georg (Bischofsheim an der Rhön) mit St. Wendelin (Haselbach in der Rhön), Wallfahrtskirche Kreuzerhöhung im Kloster Kreuzberg
- Kuratie St. Antonius Eremit und St. Vitus (Oberweißenbrunn), mit St. Kilian (Frankenheim)
- Kuratie St. Laurentius (Schönau an der Brend)
- Pfarrei St. Katharina (Unterweißenbrunn)
- Pfarrei St. Peter und Paul (Wegfurt)

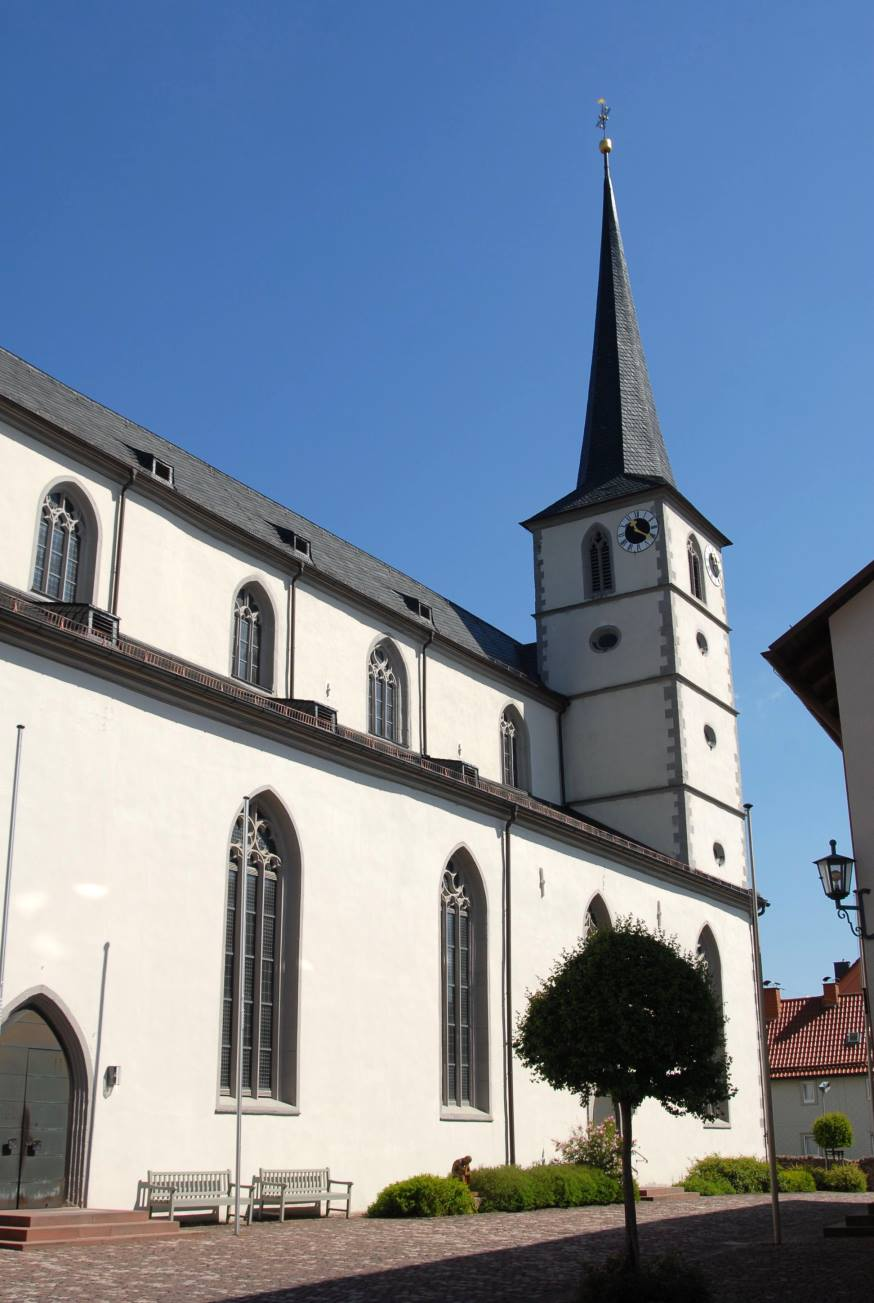
St. Georg
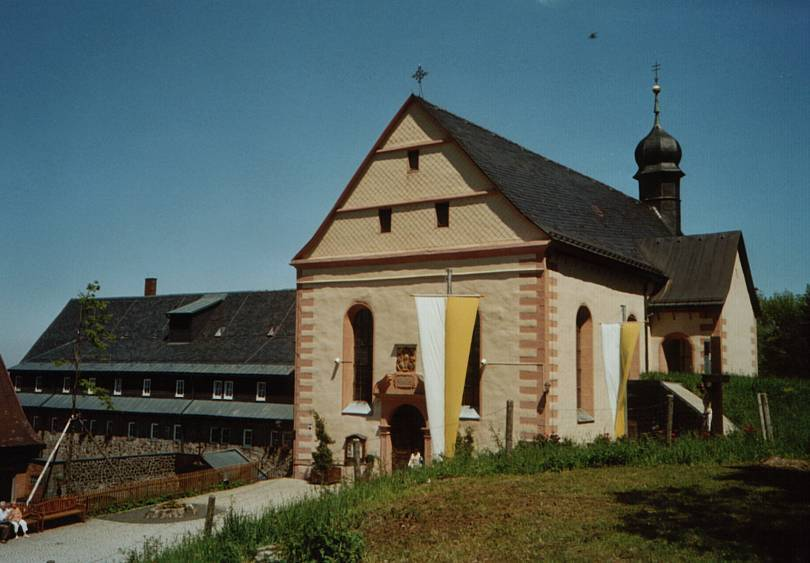
Kreuzerhöhung
St. Laurentius
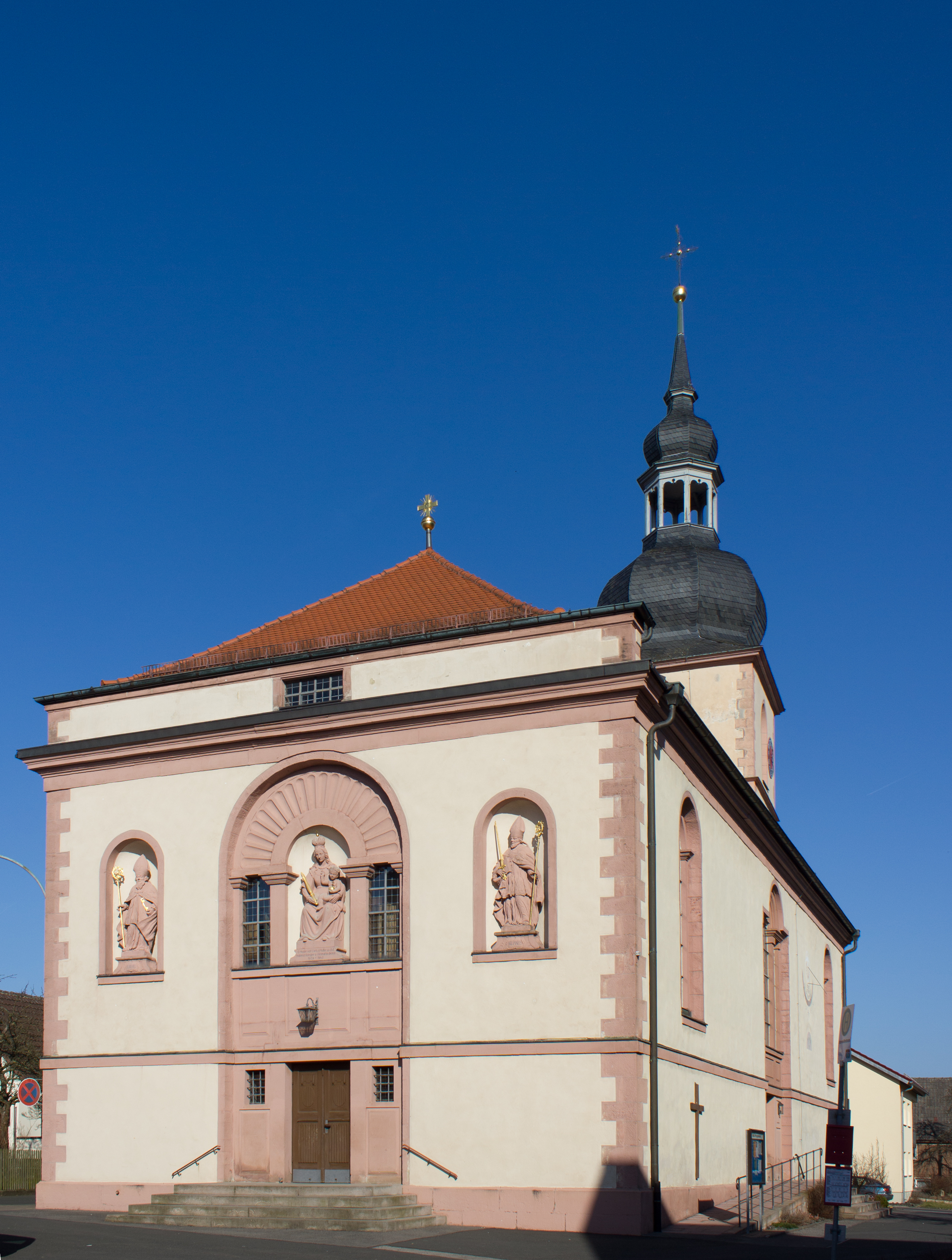
St. Katharina

#### Pfarreiengemeinschaft Die Walddörfer (Sandberg)
- Pfarrei St. Michael (Sandberg) mit St. Kilian (Kilianshof)
- Pfarrei Mariä Himmelfahrt (Langenleiten)
- Kuratie Mariä Himmelfahrt (Schmalwasser)
- Kuratie St. Josef der Bräutigam (Waldberg)

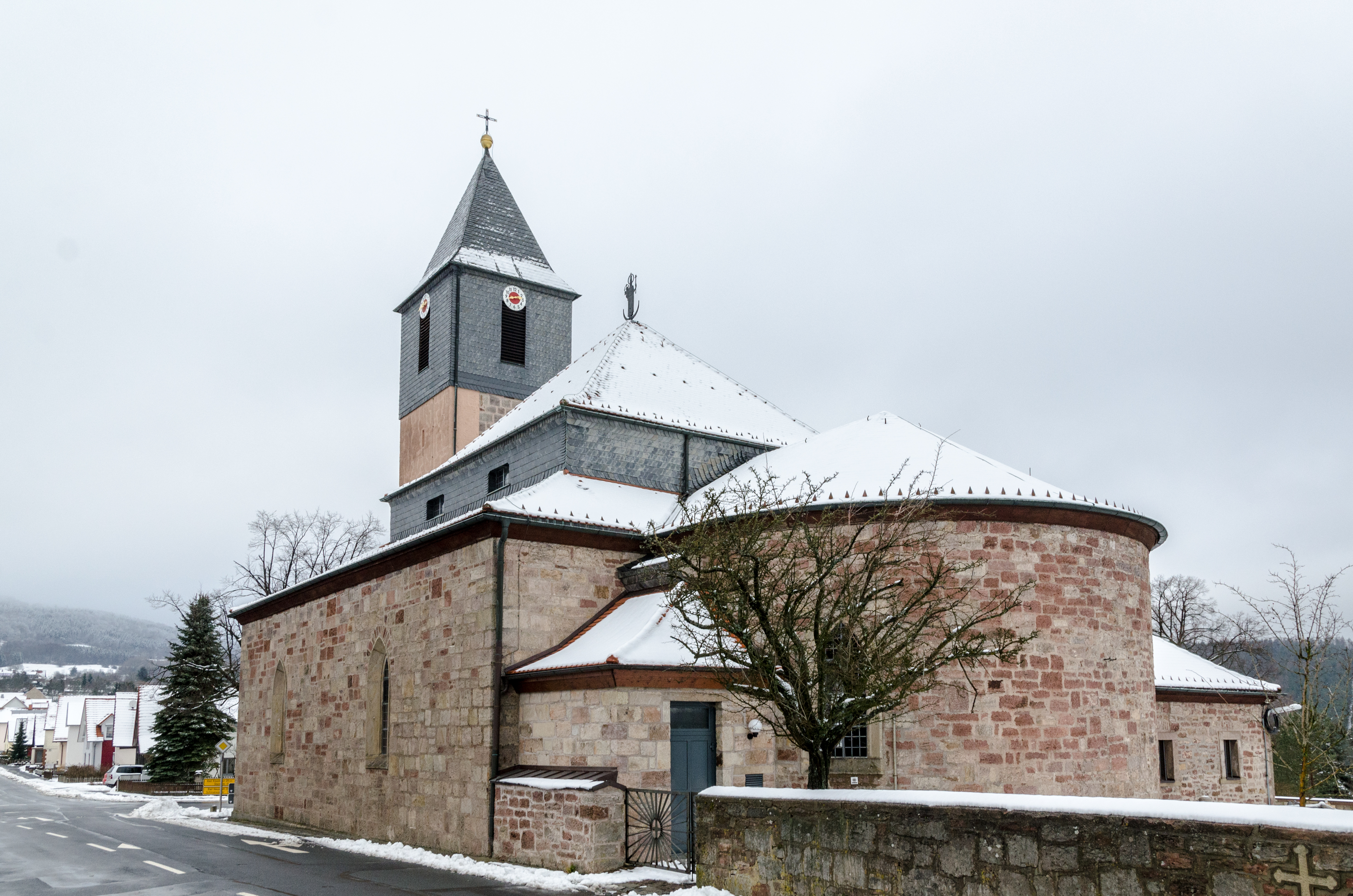
St. Michael
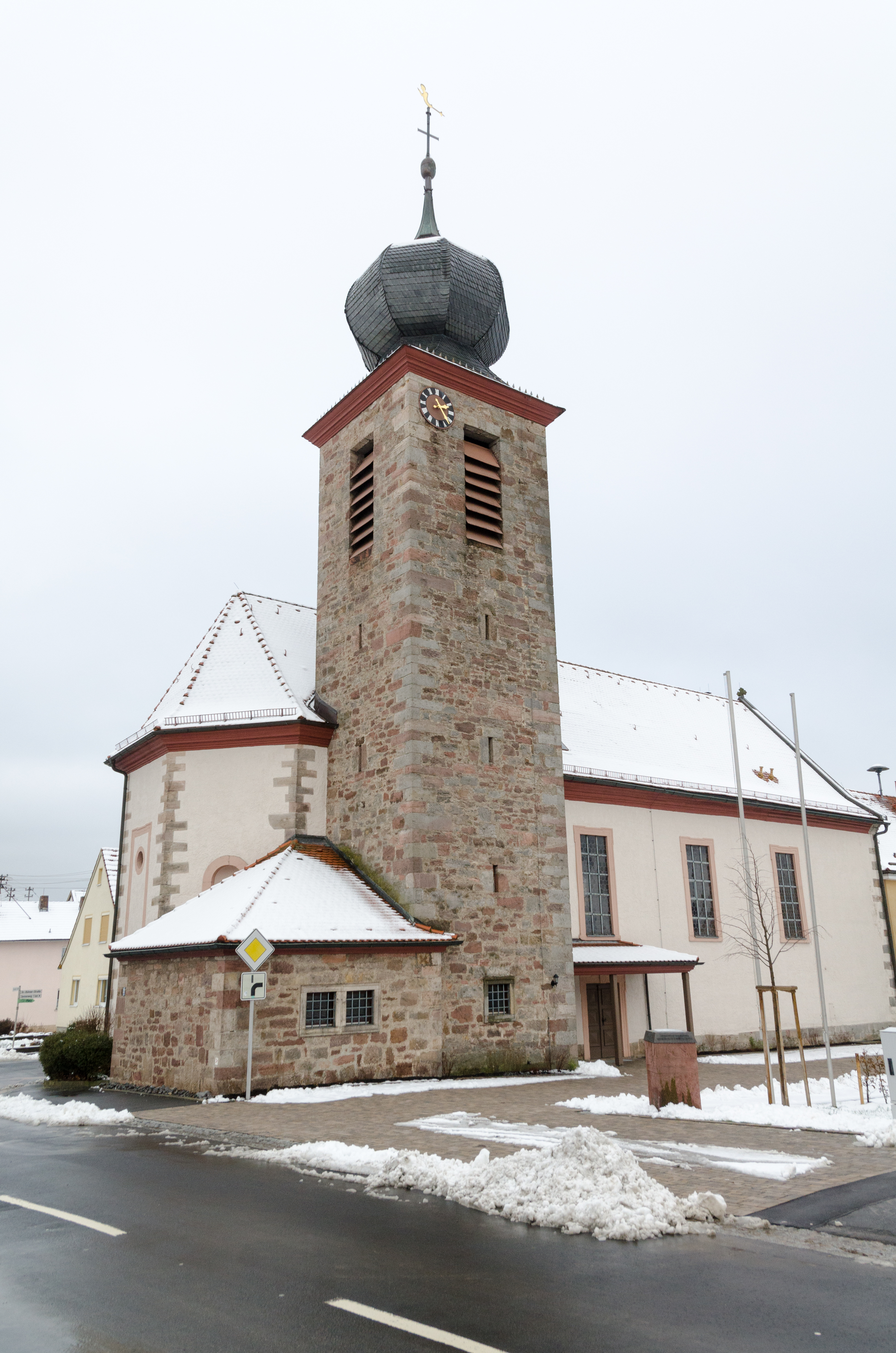
St. Josef

#### Pfarreiengemeinschaft Don Bosco-Am Salzforst (Hohenroth)
- Kuratie Mariä Geburt (Hohenroth)
- Pfarrei Allerheiligste Dreifaltigkeit (Burgwallbach) mit St. Bonifatius (Windshausen)
- Kuratie St. Bartholomäus (Leutershausen (Rhön))
- Pfarrei Mariä Verkündigung (Unterebersbach), St. Peter im Friedhof

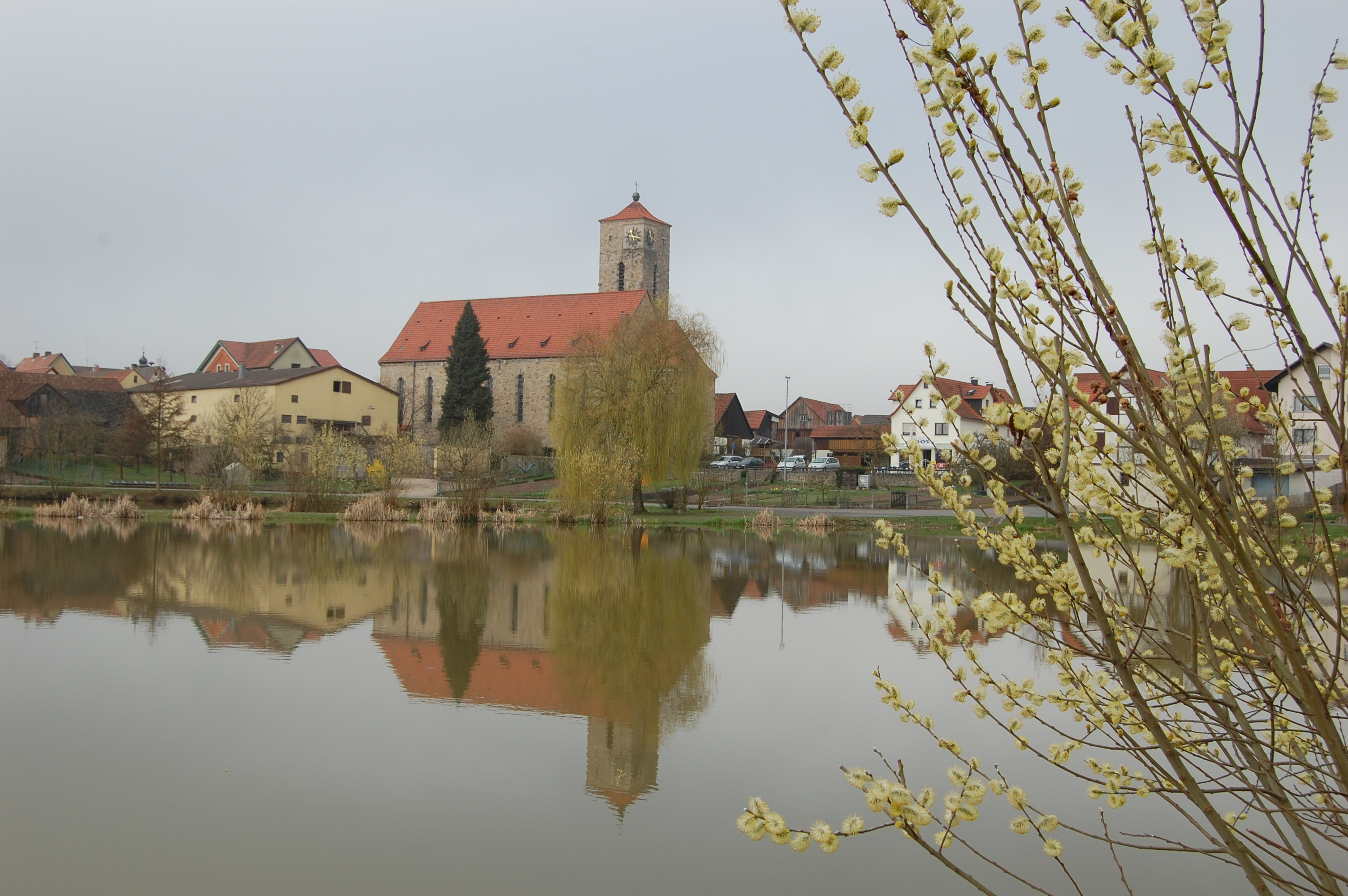
Mariä Geburt
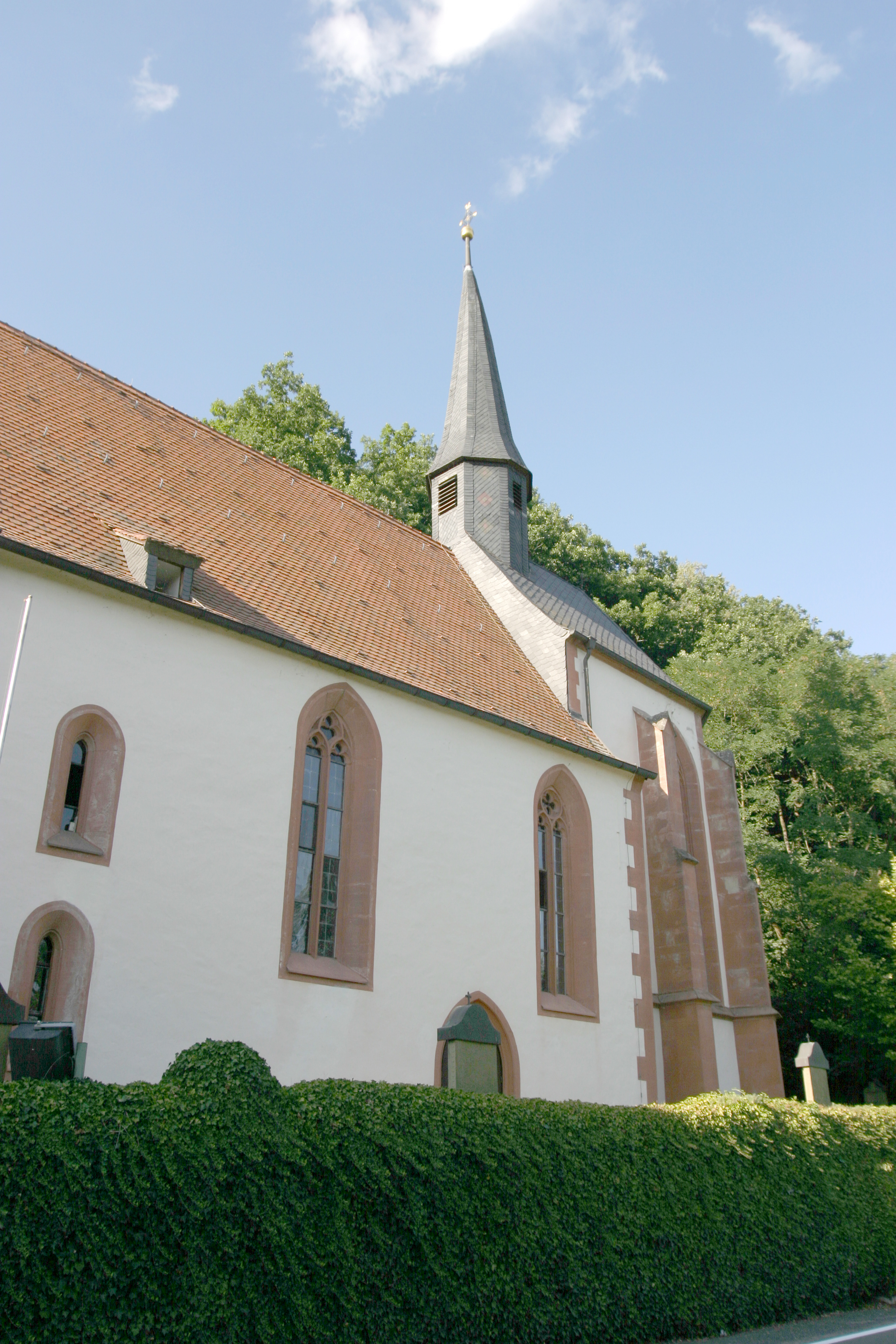
Mariä Verkündigung (Maria Schnee)
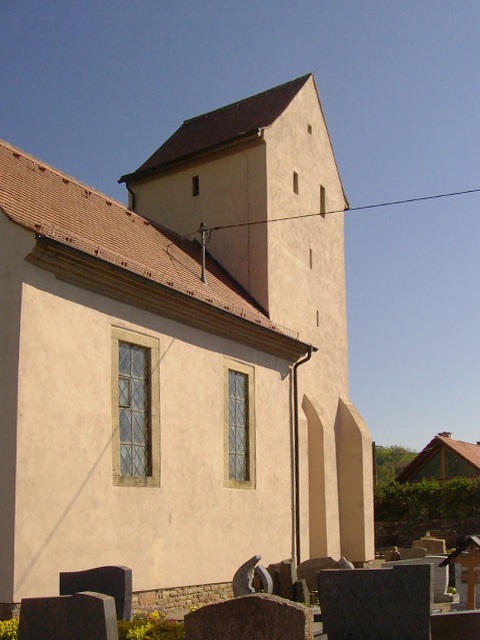
St. Peter

#### Pfarreiengemeinschaft Besengau (Bastheim)
- Pfarrei St. Sebastian, (Bastheim) mit St. Laurentius (Unterwaldbehrungen)
- Kuratie St. Mauritius (Reyersbach) mit St. Ulrich (Braidbach), St. Ulrich (Rödles)
- Pfarrei St. Cosmas und St. Damian (Wechterswinkel)

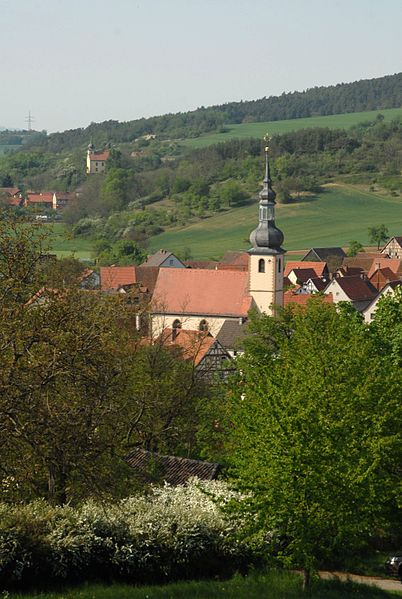
St. Laurentius
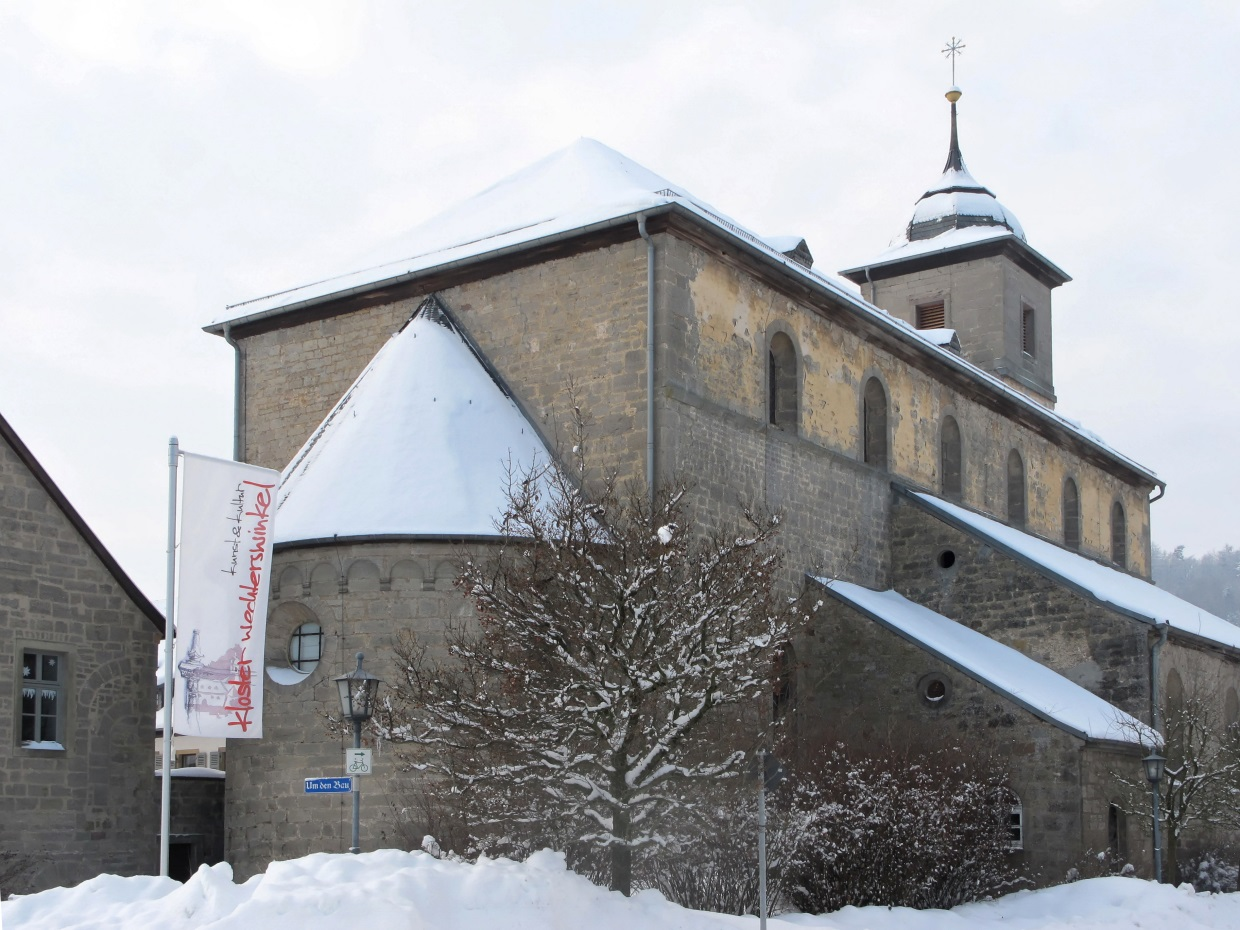
Klosterkirche

#### Pfarreiengemeinschaft Stockheim-Ostheim
- Pfarrei St. Vitus (Stockheim (Unterfranken)), Armenseelenkapelle (Stockheim)
- Kuratie Maria Königin (Ostheim vor der Rhön), Bistum Fulda

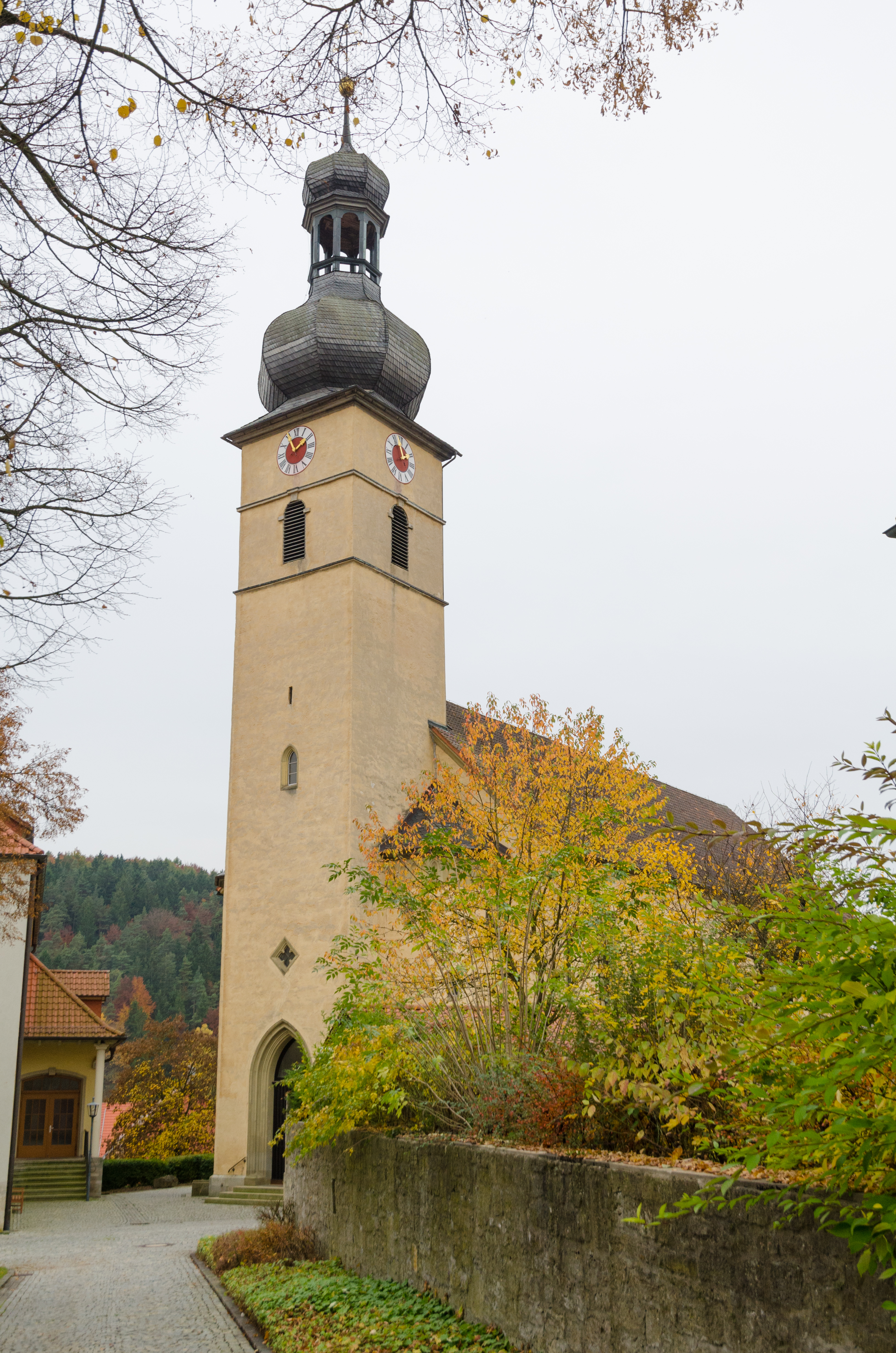
St. Vitus
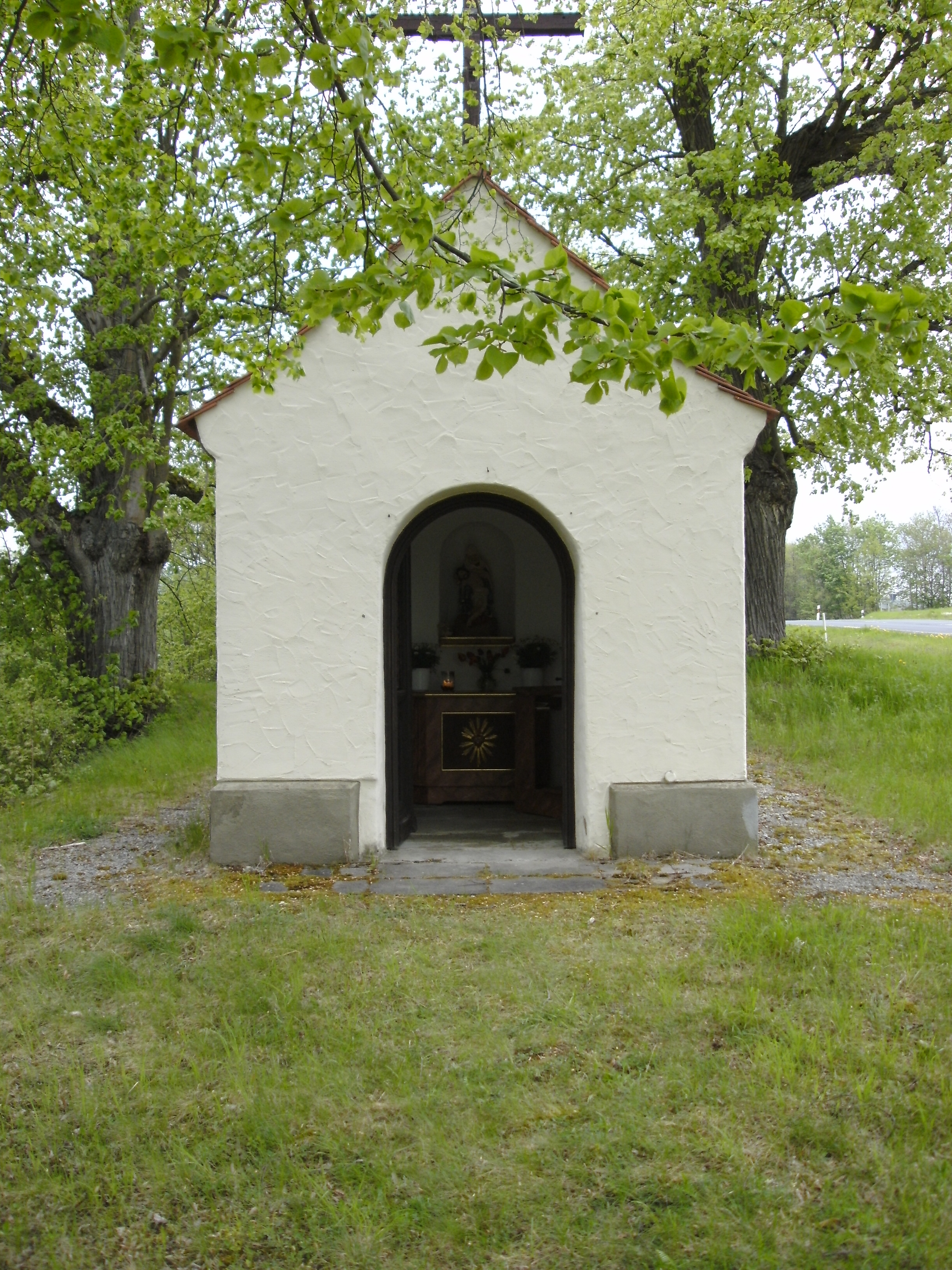
Armenseelenkapelle

#### Pfarreiengemeinschaft Franziska Streitel (Mellrichstadt)
- Pfarrei St. Kilian (Mellrichstadt)
- Pfarrei St. Bartholomäus (Eußenhausen)
- Pfarrei St. Georg (Frickenhausen (Mellrichstadt))
- Pfarrei St. Alban (Hendungen)
- Pfarrei St. Johannes der Täufer (Mittelstreu)
- Pfarrei St. Andreas (Oberstreu)

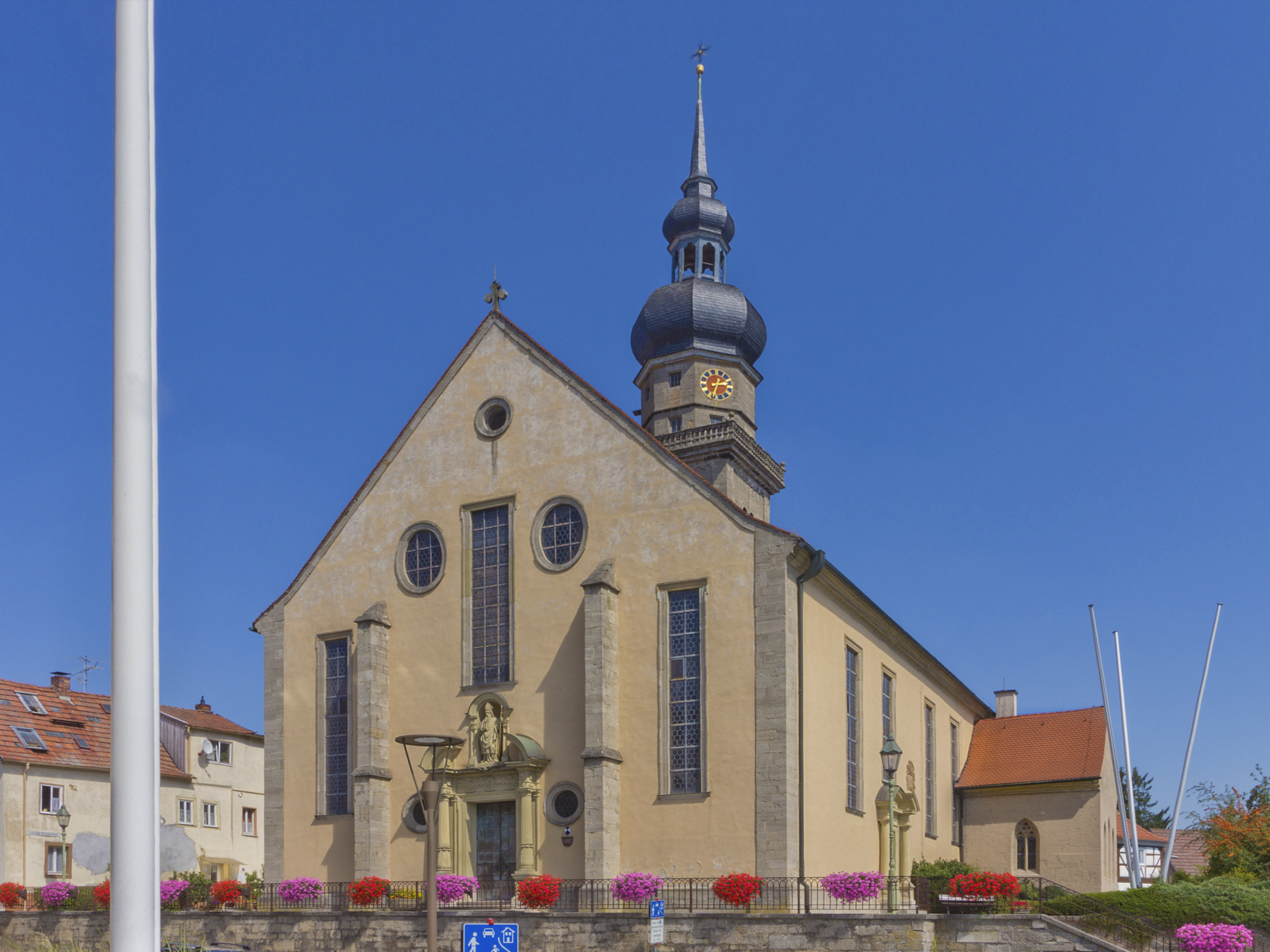
St. Kilian
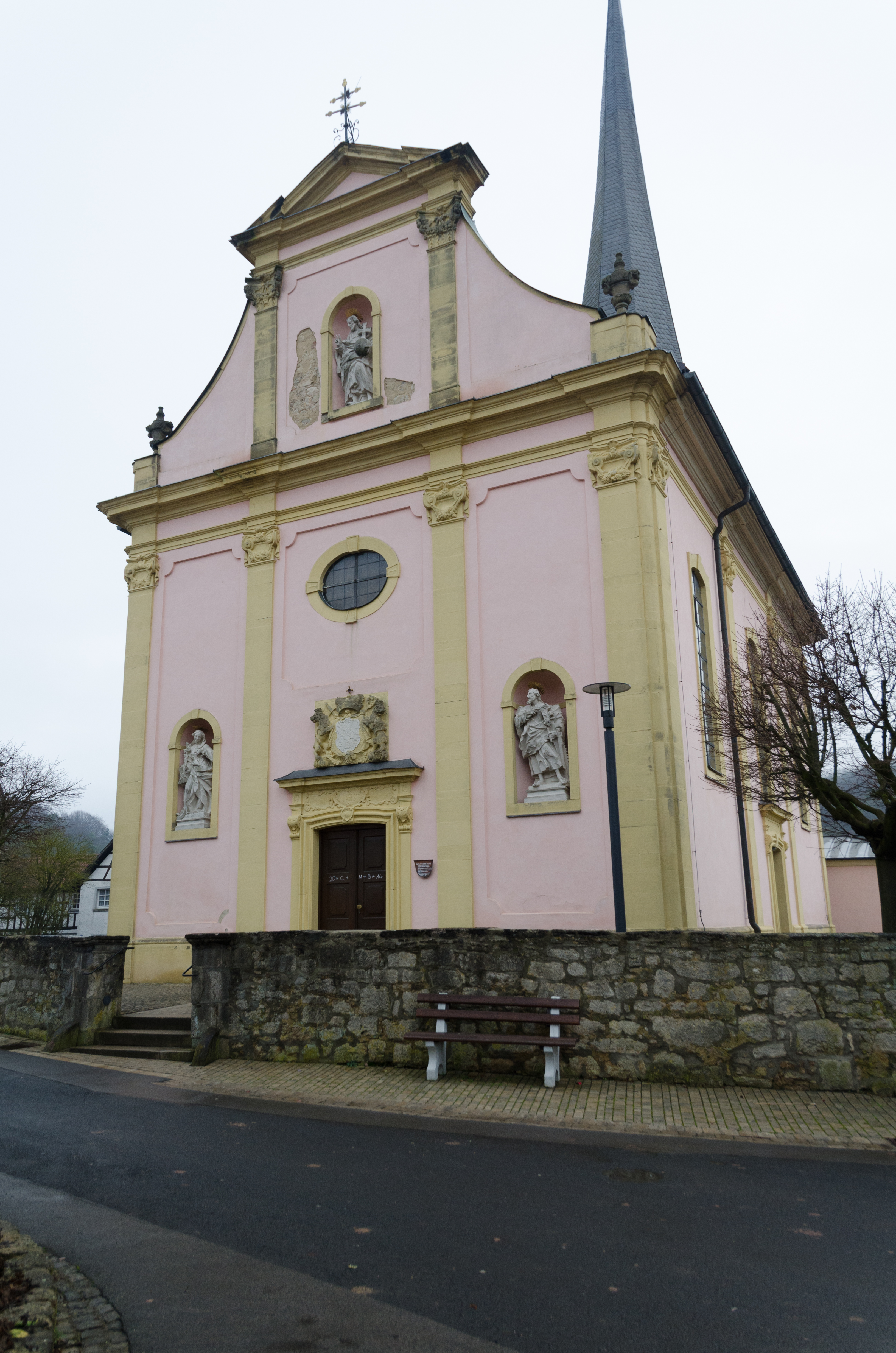
St. Bartholomäus
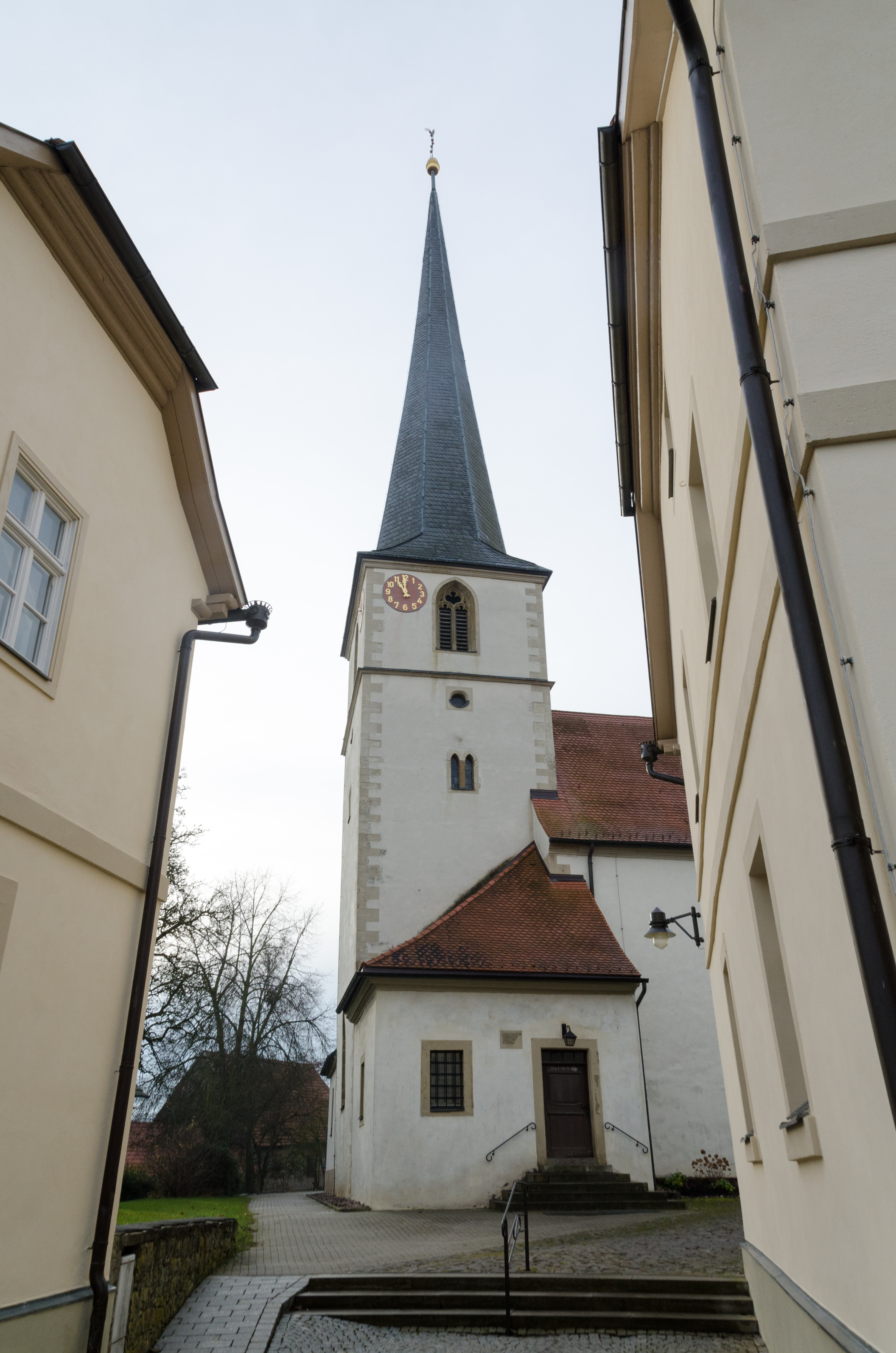
St. Alban
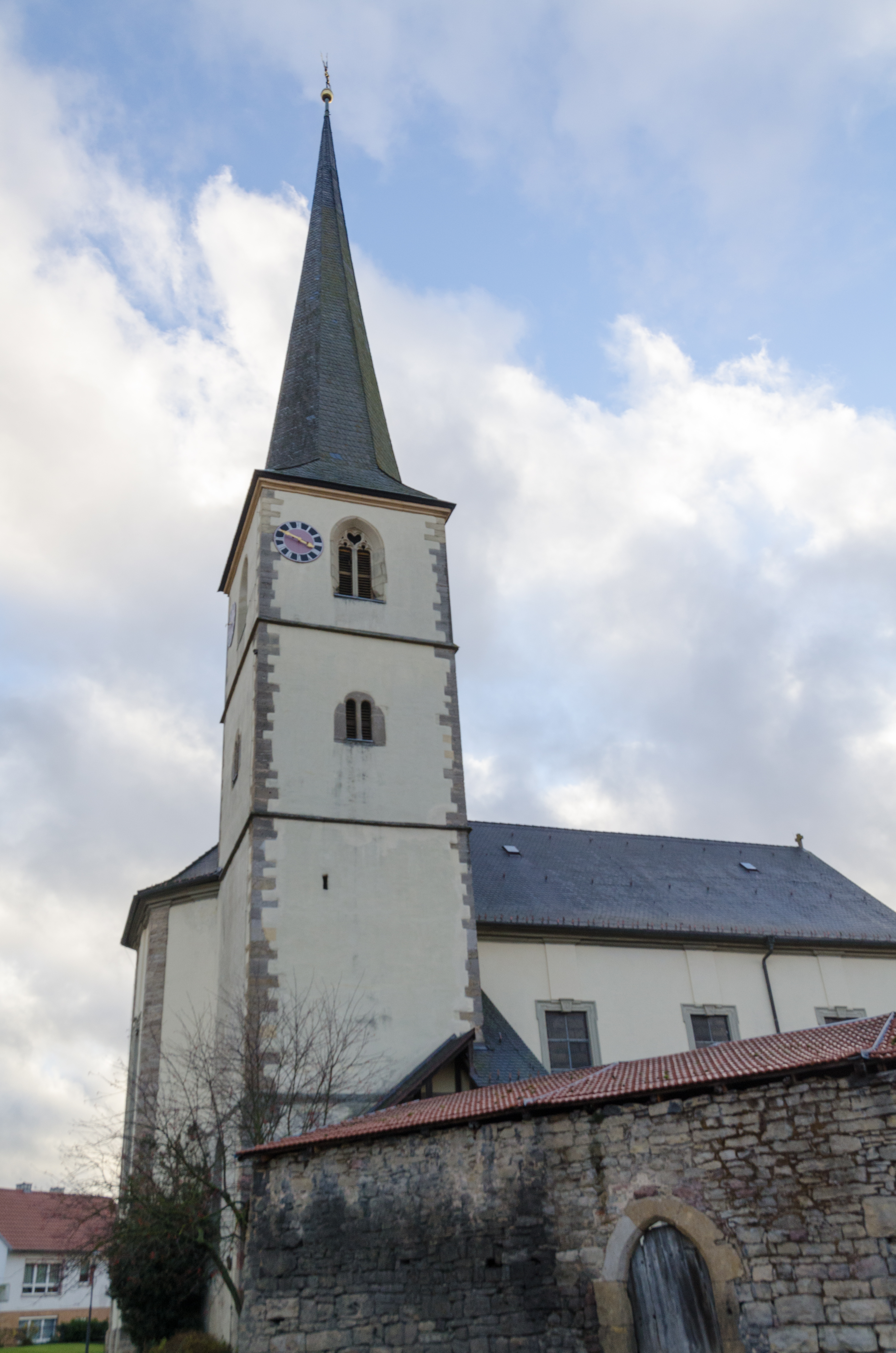
St. Johannes der Täufer
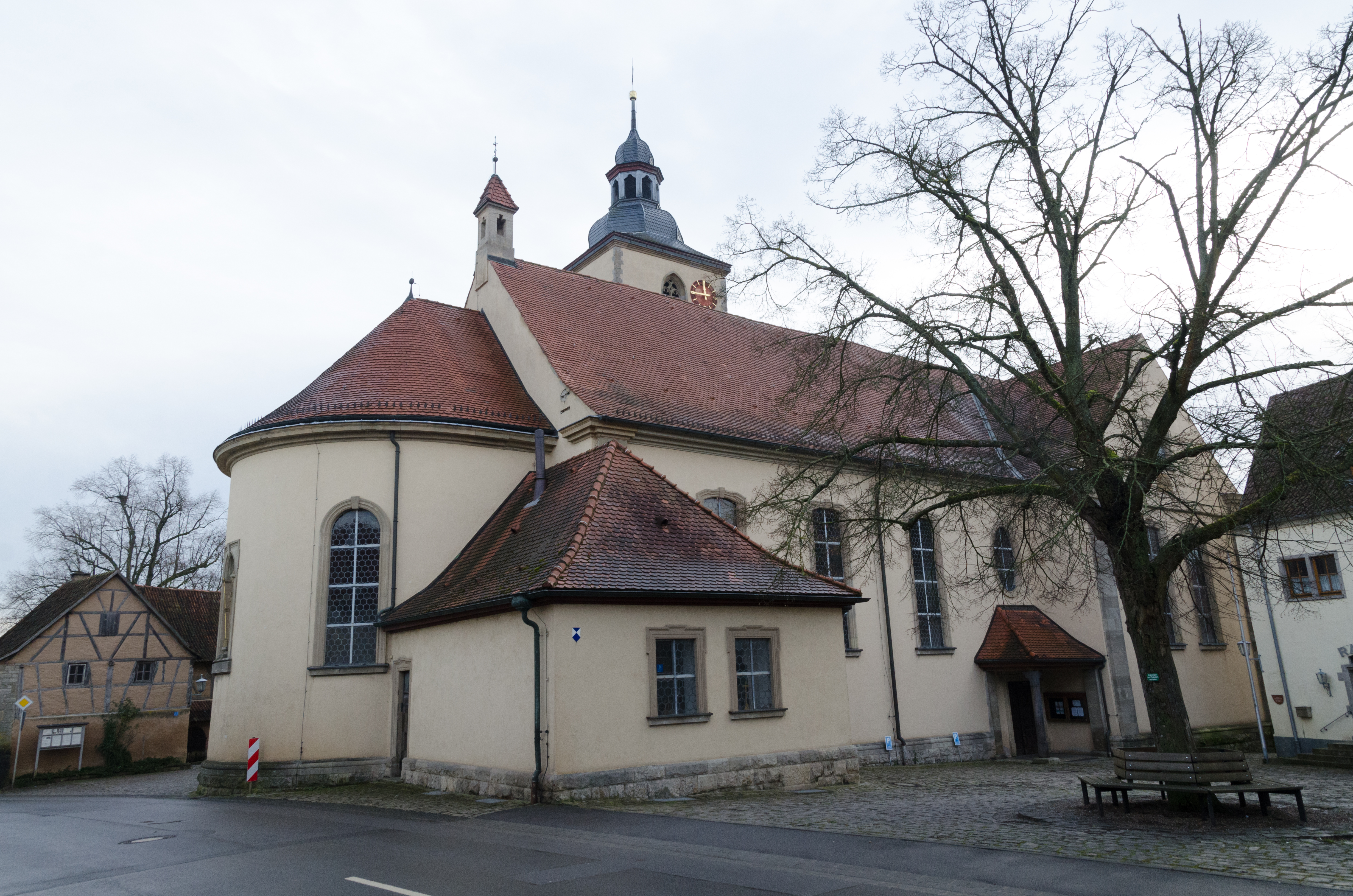
St. Andreas

#### Pfarreiengemeinschaft Um den Michelsberg (Heustreu)
- Pfarrei St. Michael (Heustreu), Bergkirche St. Michael
- Pfarrei St. Jakobus der Ältere Hollstadt
- Pfarrei Heiligkreuz (Unsleben)
- Kuratie St. Dionysius (Wargolshausen) mit Unbeflecktes Herz Mariä (Junkershausen)
- Pfarrei St. Bonifatius (Wollbach)

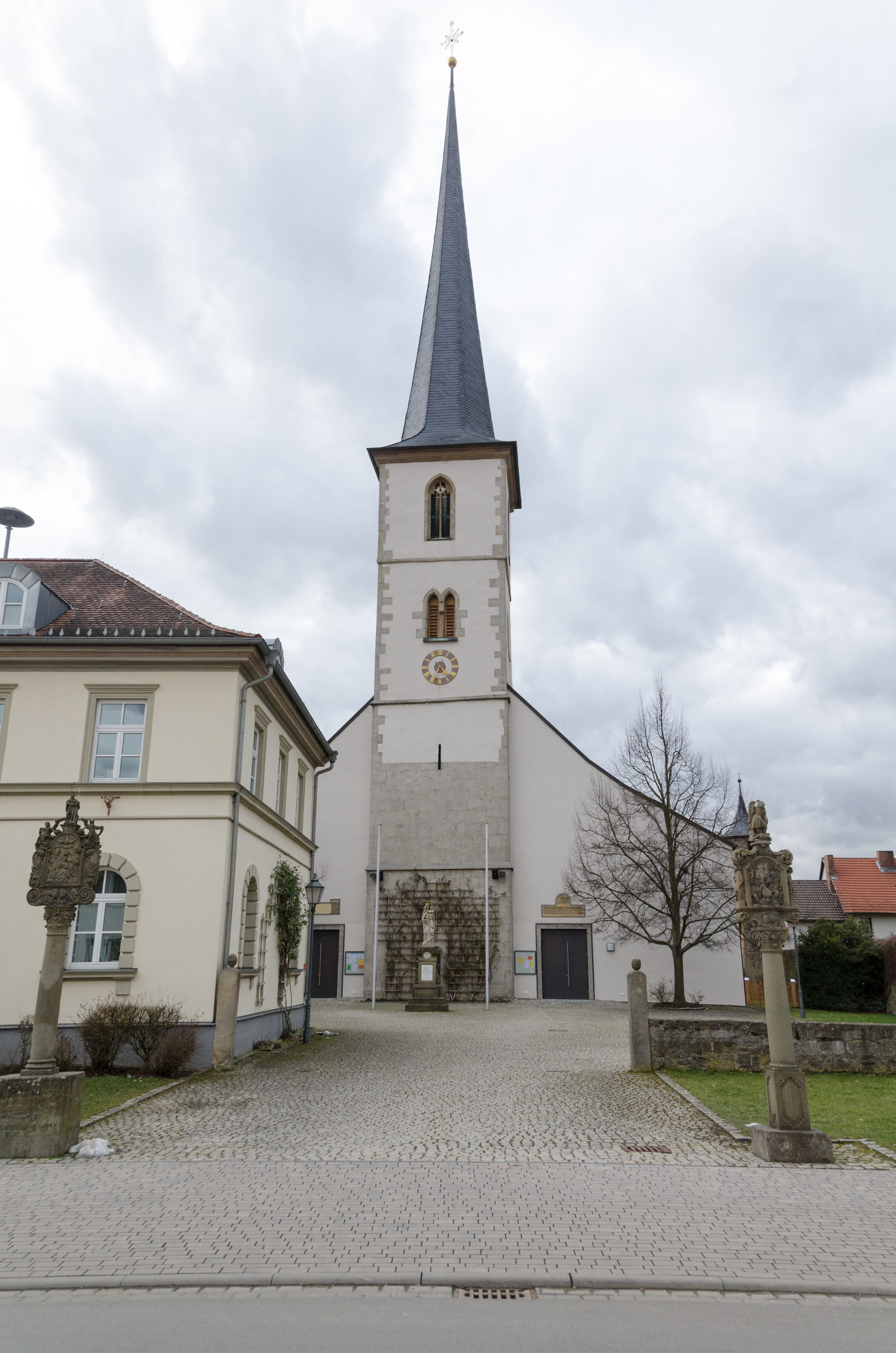
St. Michael
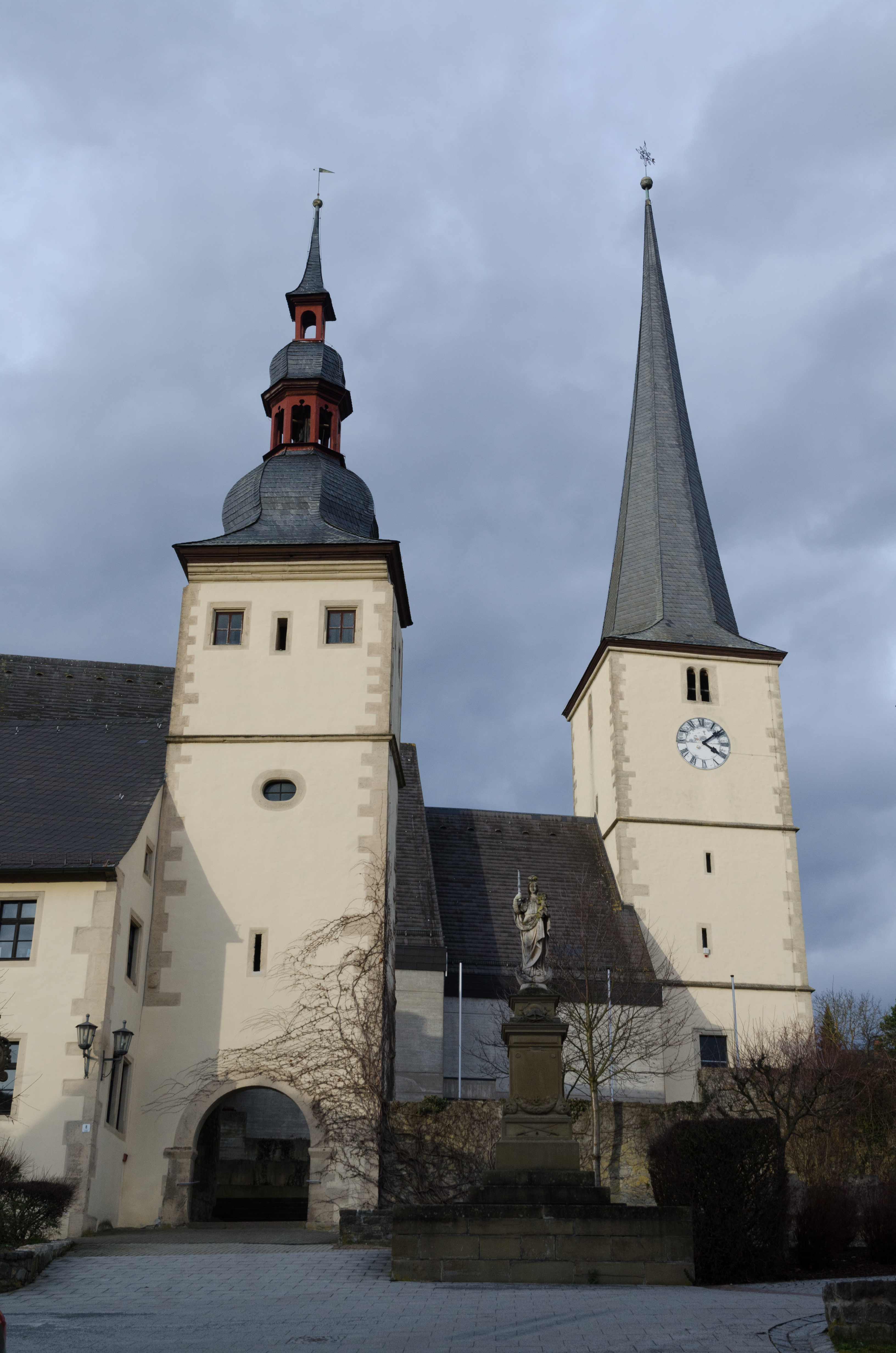
St. Jakobus
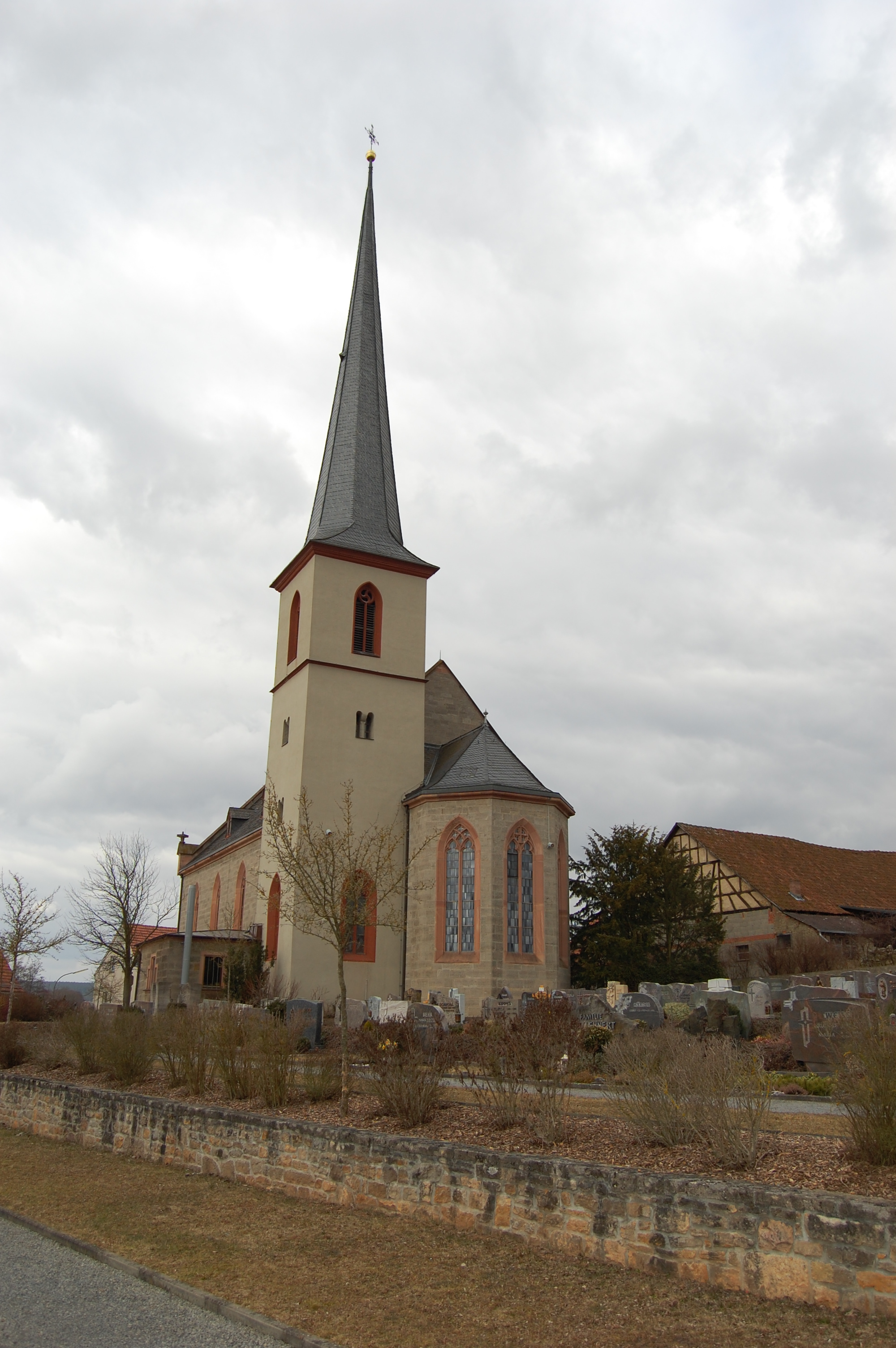
St. Bonifatius

#### Pfarreiengemeinschaft St. Martin Brend (Brendlorenzen)
- Pfarrei St. Johannes der Täufer (Brendlorenzen)
- Pfarrei St. Nikolaus (Herschfeld) mit St. Ägidius (Dürrnhof)
- Kuratie Mariä Geburt (Lebenhan)
- Pfarrei St. Ägidius (Rödelmaier)

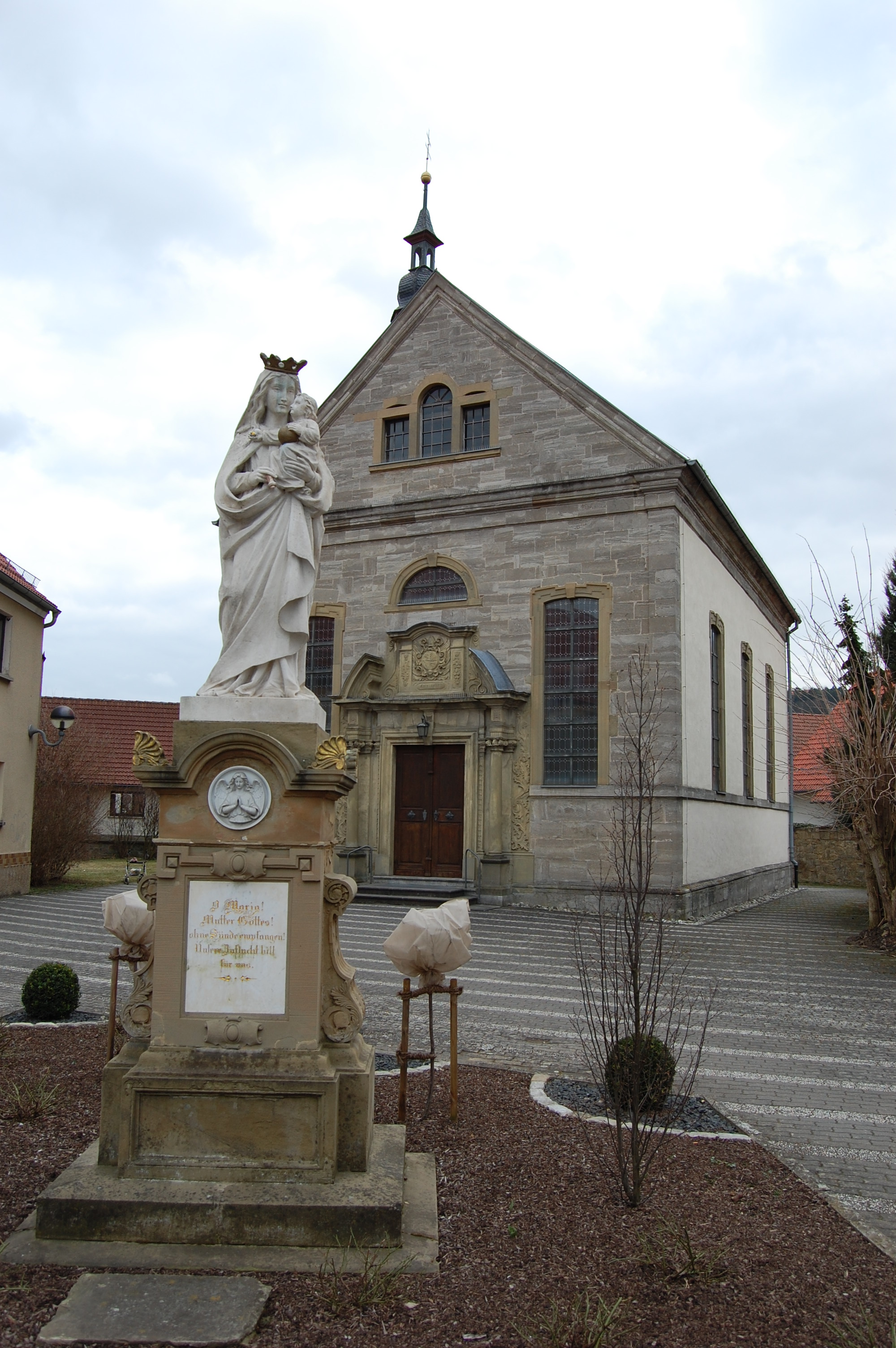
St. Nikolaus, alt
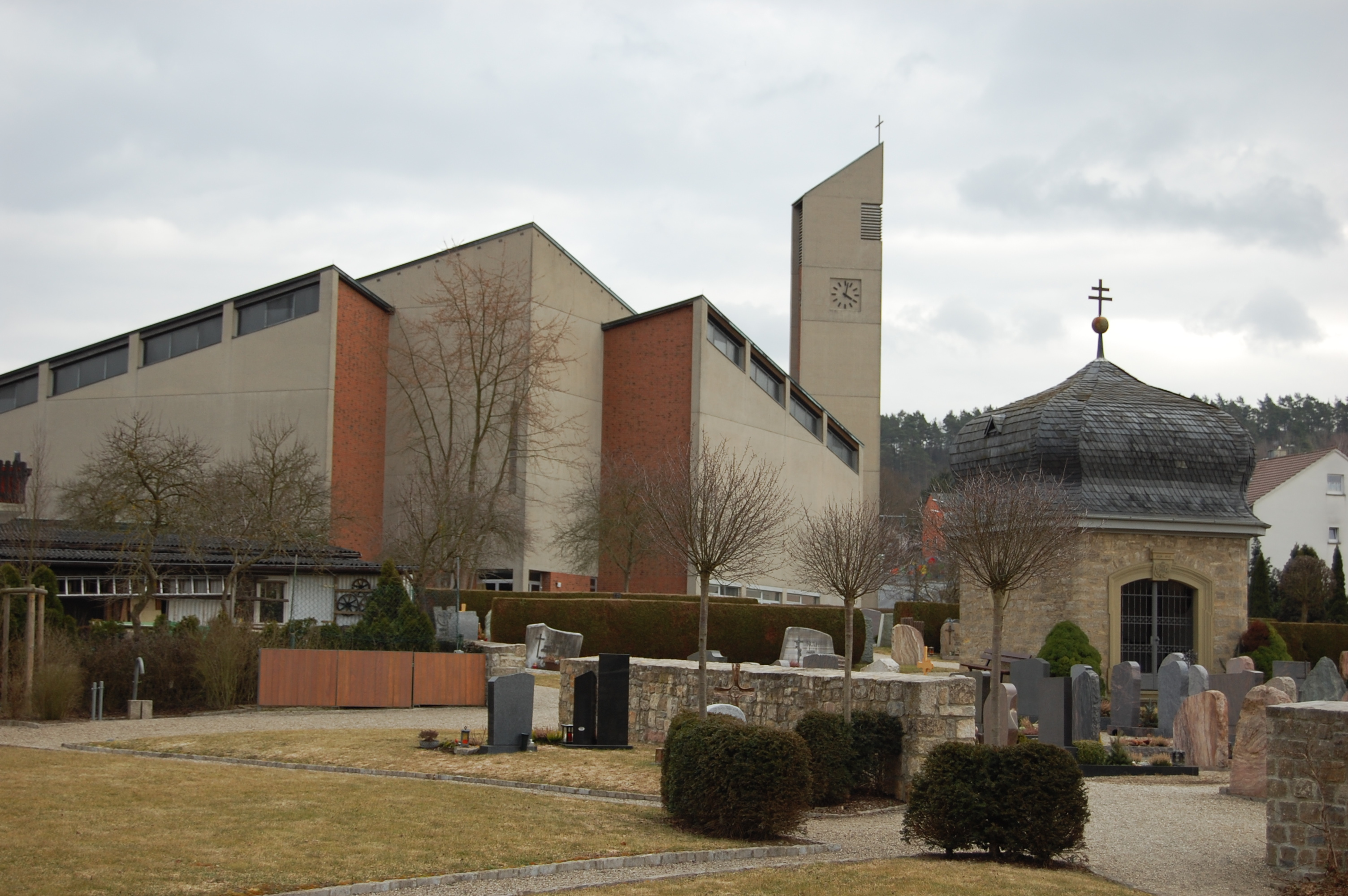
St. Nikolaus
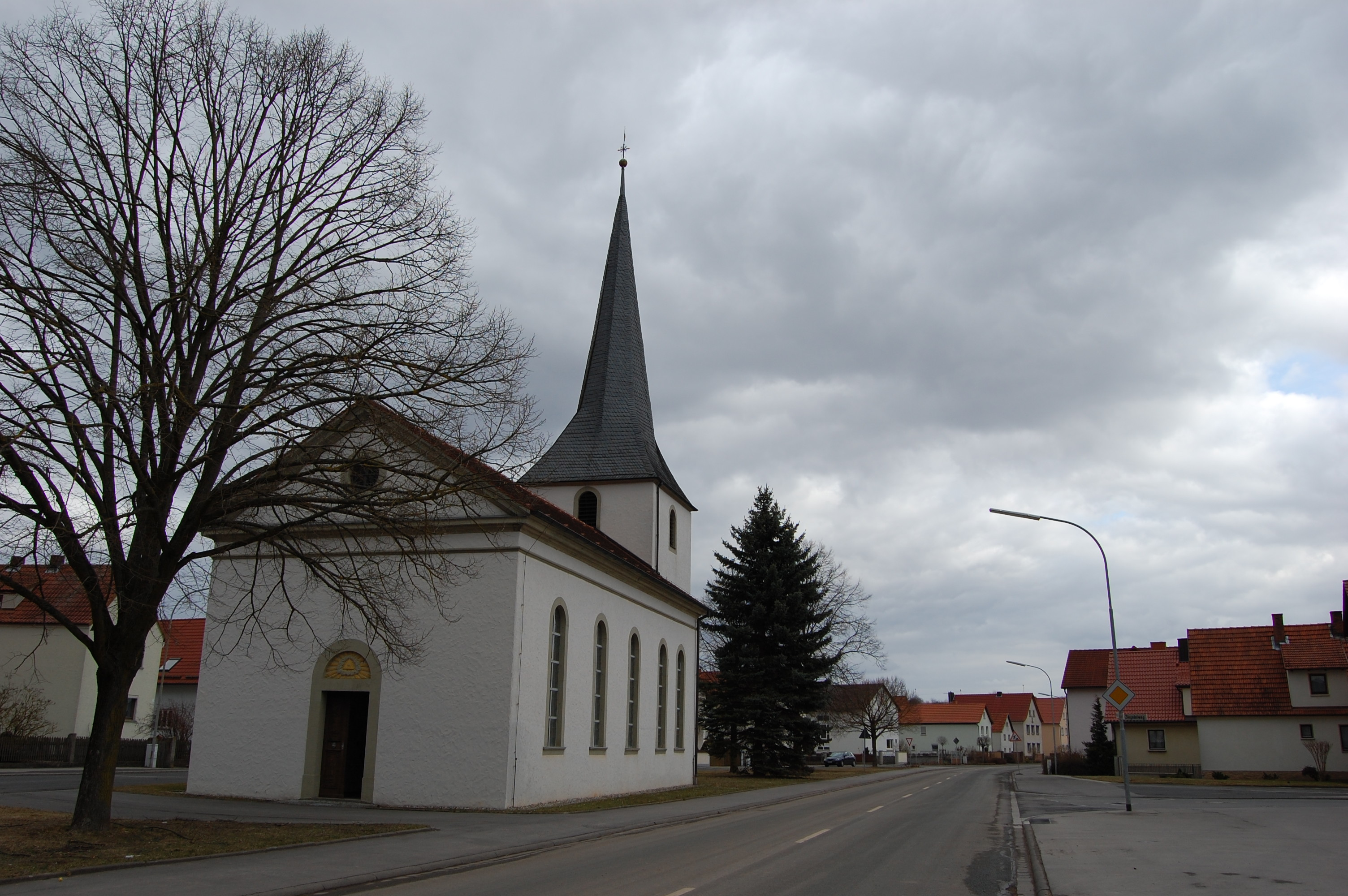
Mariä Geburt
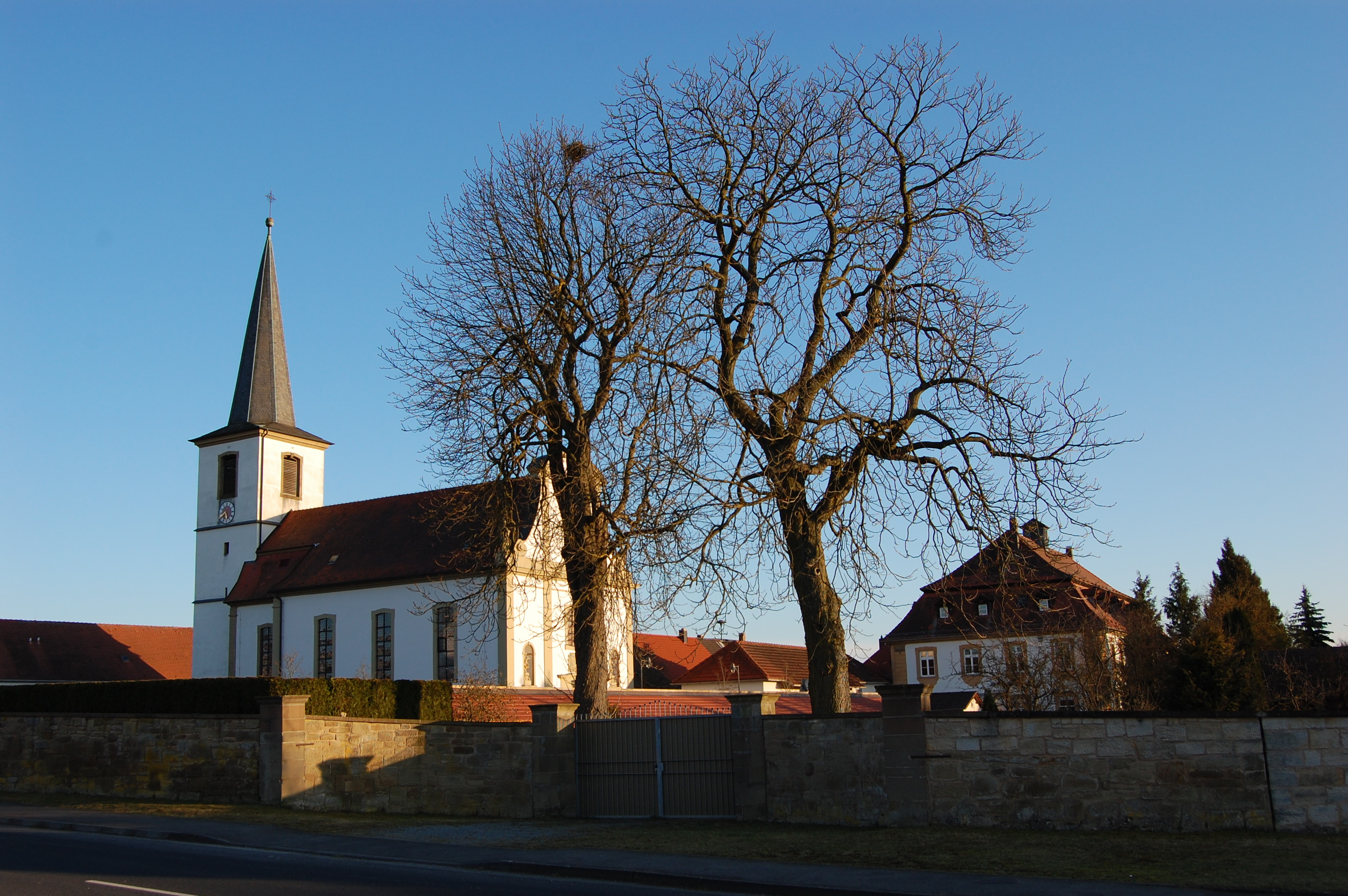
St. Ägidius

#### Pfarreiengemeinschaft St. Bonifatius um den Höhberg (Salz)
- Pfarrei Mariä Himmelfahrt (Salz)
- Pfarrei St. Peter und Paul (Burglauer)
- Pfarrei St. Katharina (Niederlauer)
- Pfarrei St. Nikolaus (Strahlungen)

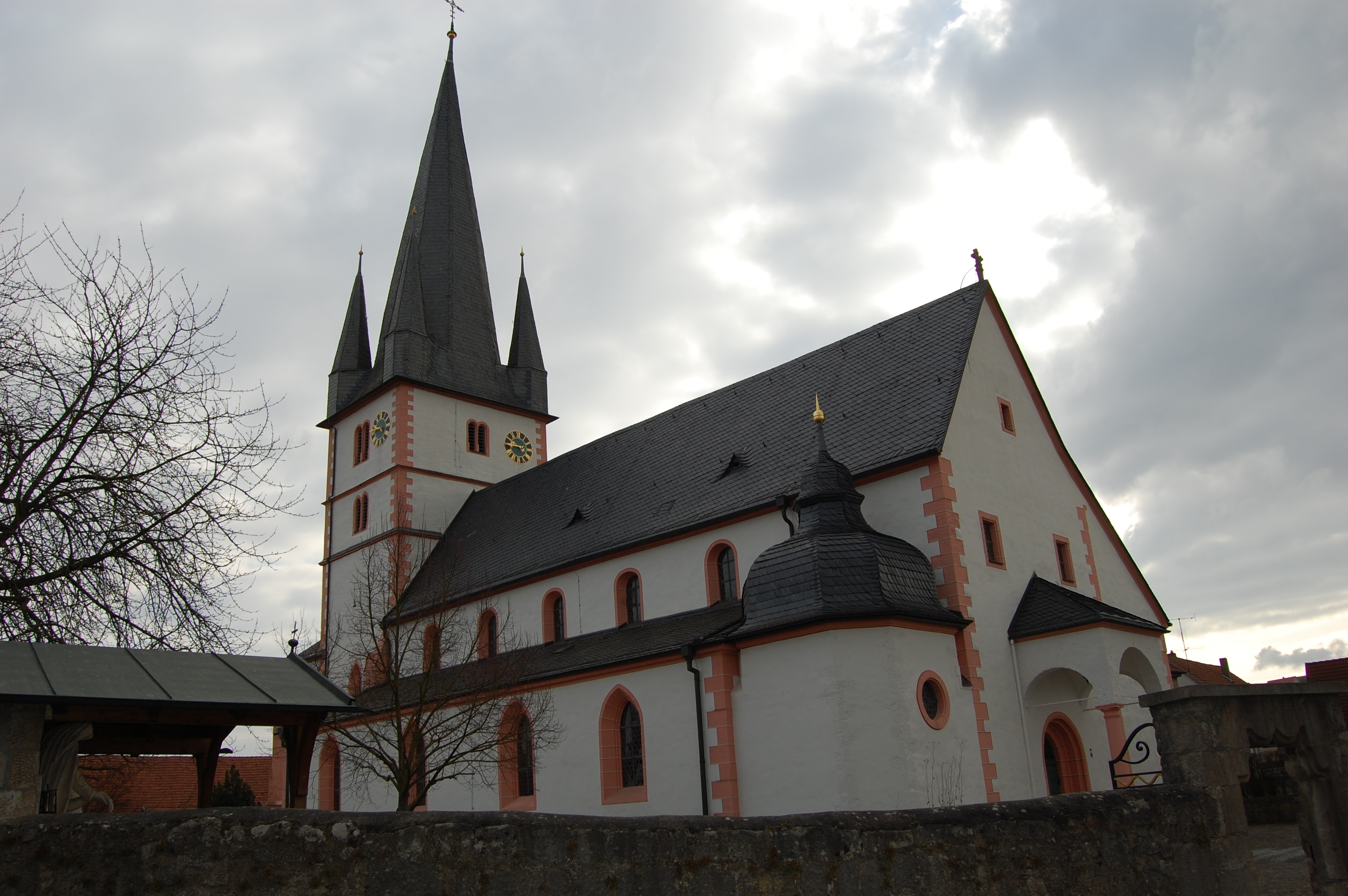
Mariä Himmelfahrt
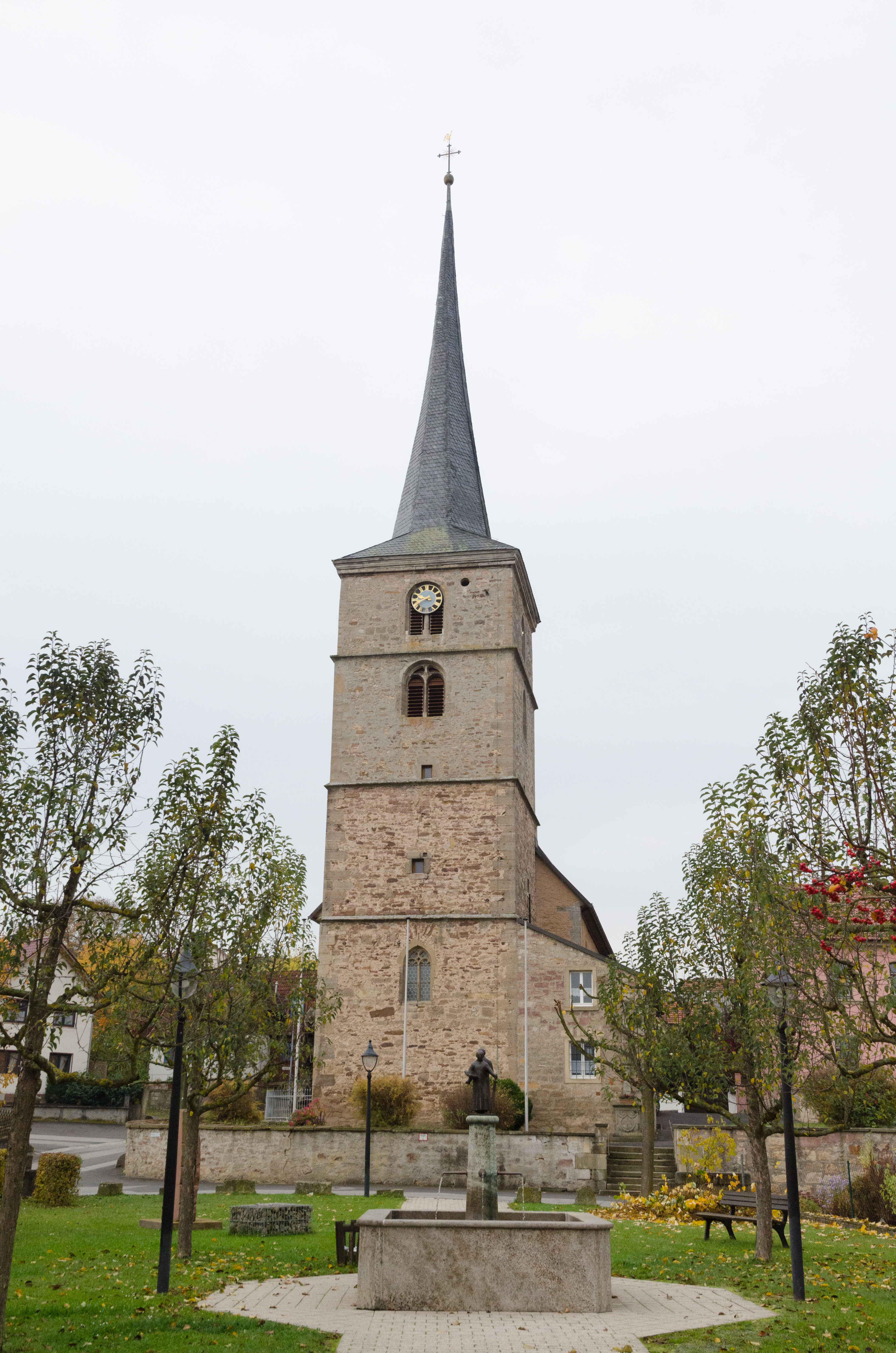
St. Peter und Paul
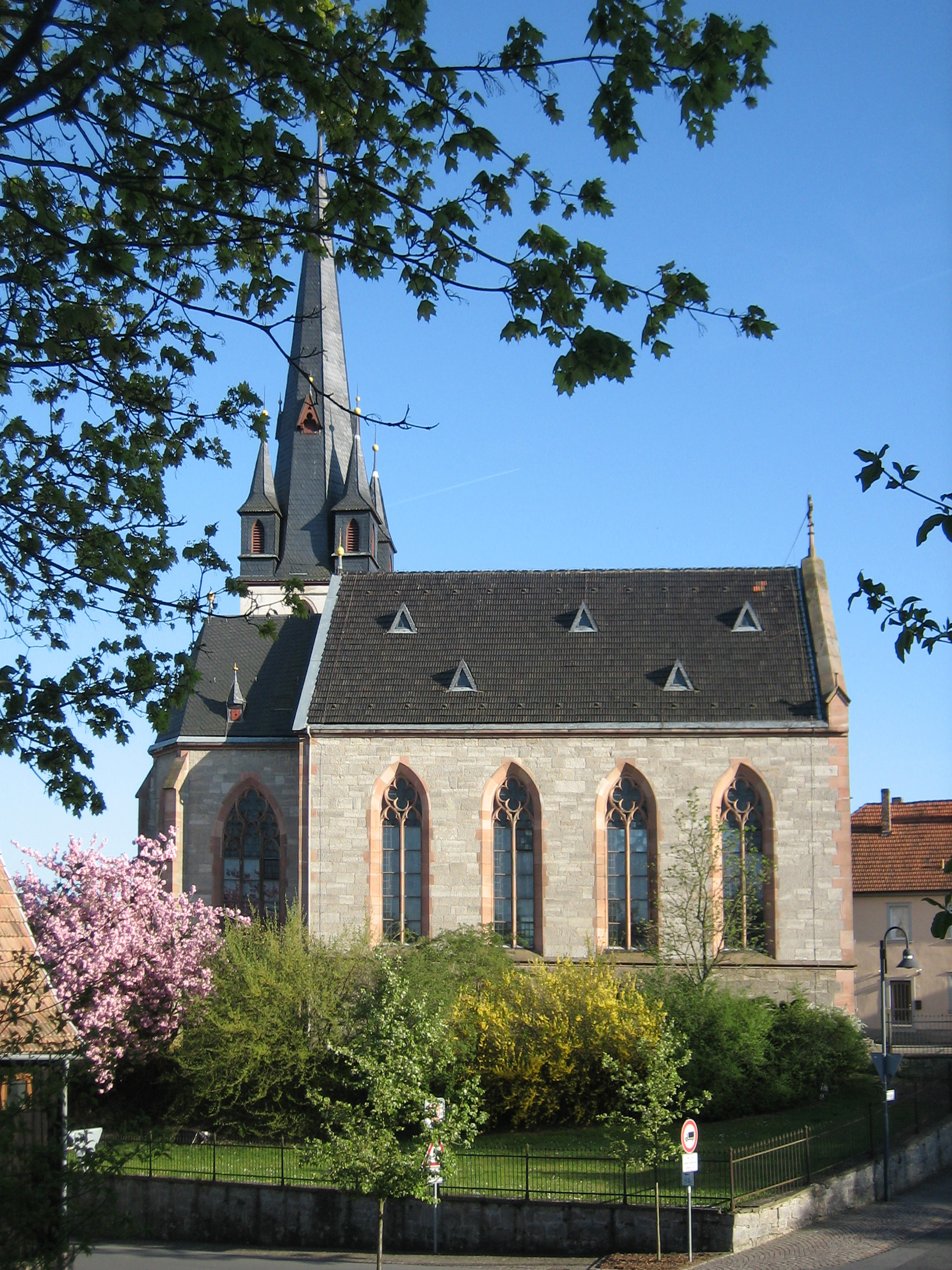
St. Katharina
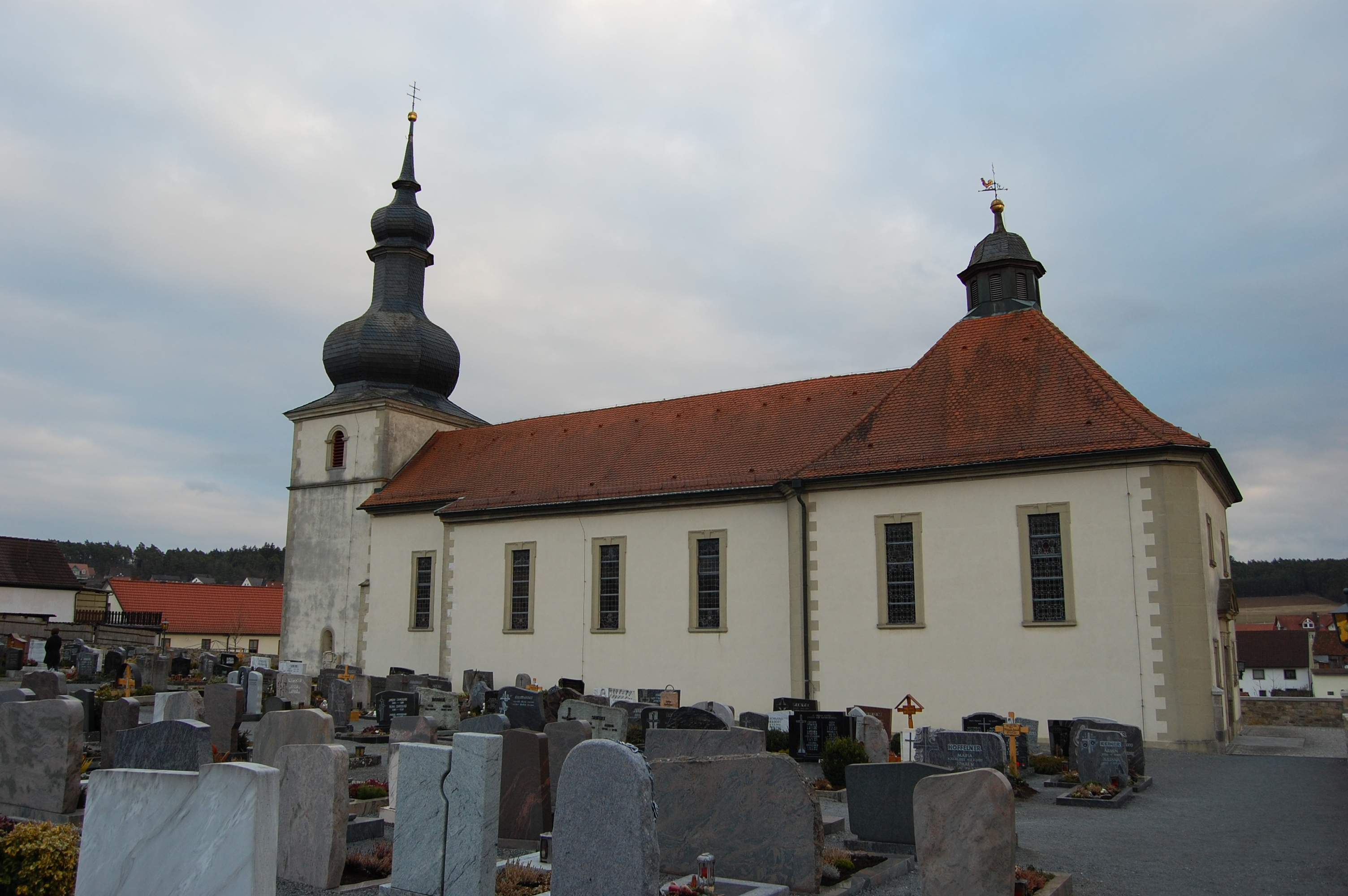
St. Nikolaus

#### Pfarreiengemeinschaft Um den Findelberg (Wülfershausen an der Saale)
- Pfarrei St. Vitus (Wülfershausen an der Saale) mit St. Anna (Eichenhausen)
- Pfarrei Heilige Dreifaltigkeit (Saal an der Saale), Wallfahrtskirche Mariä Heimsuchung, Findelberg

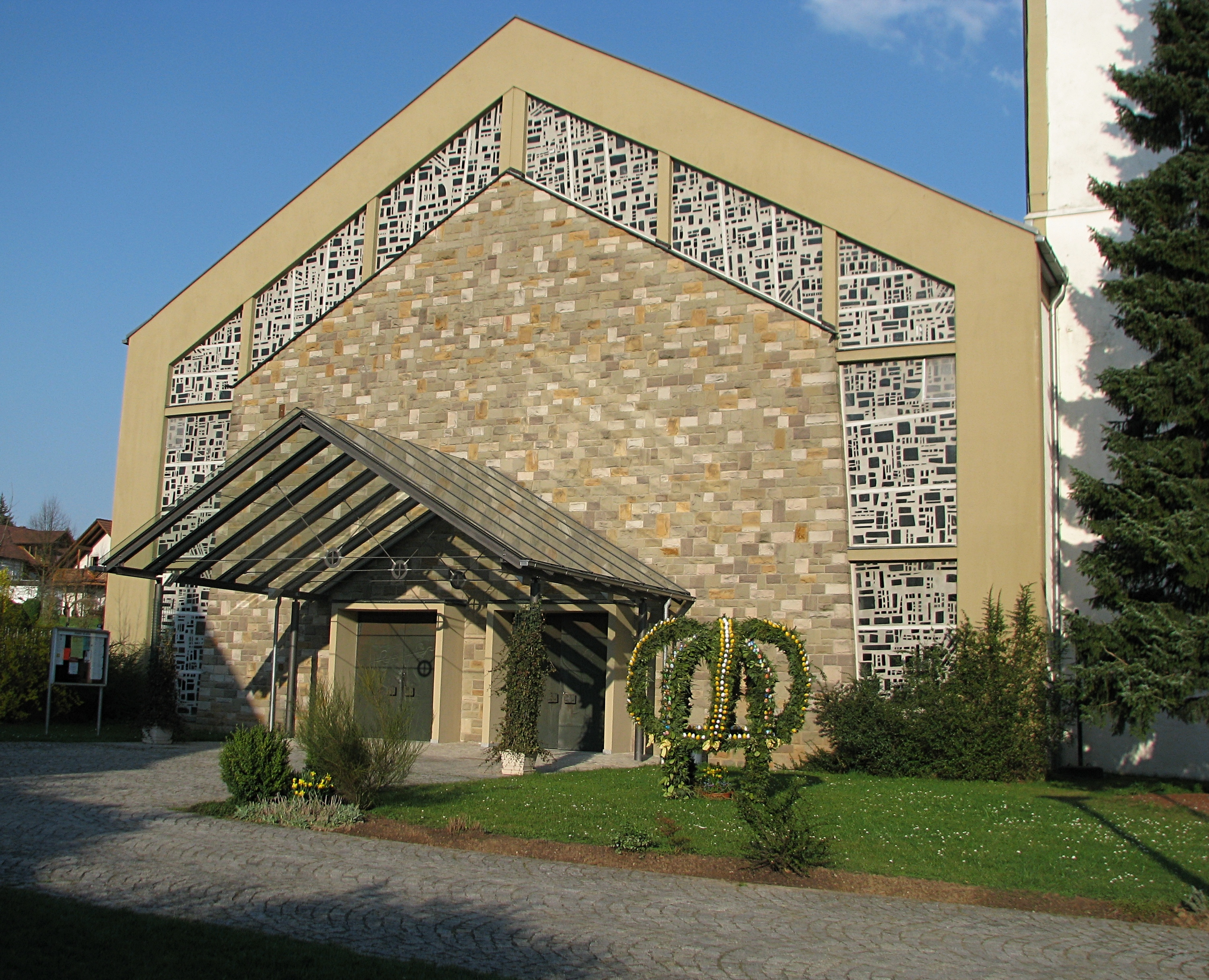
St. Vitus
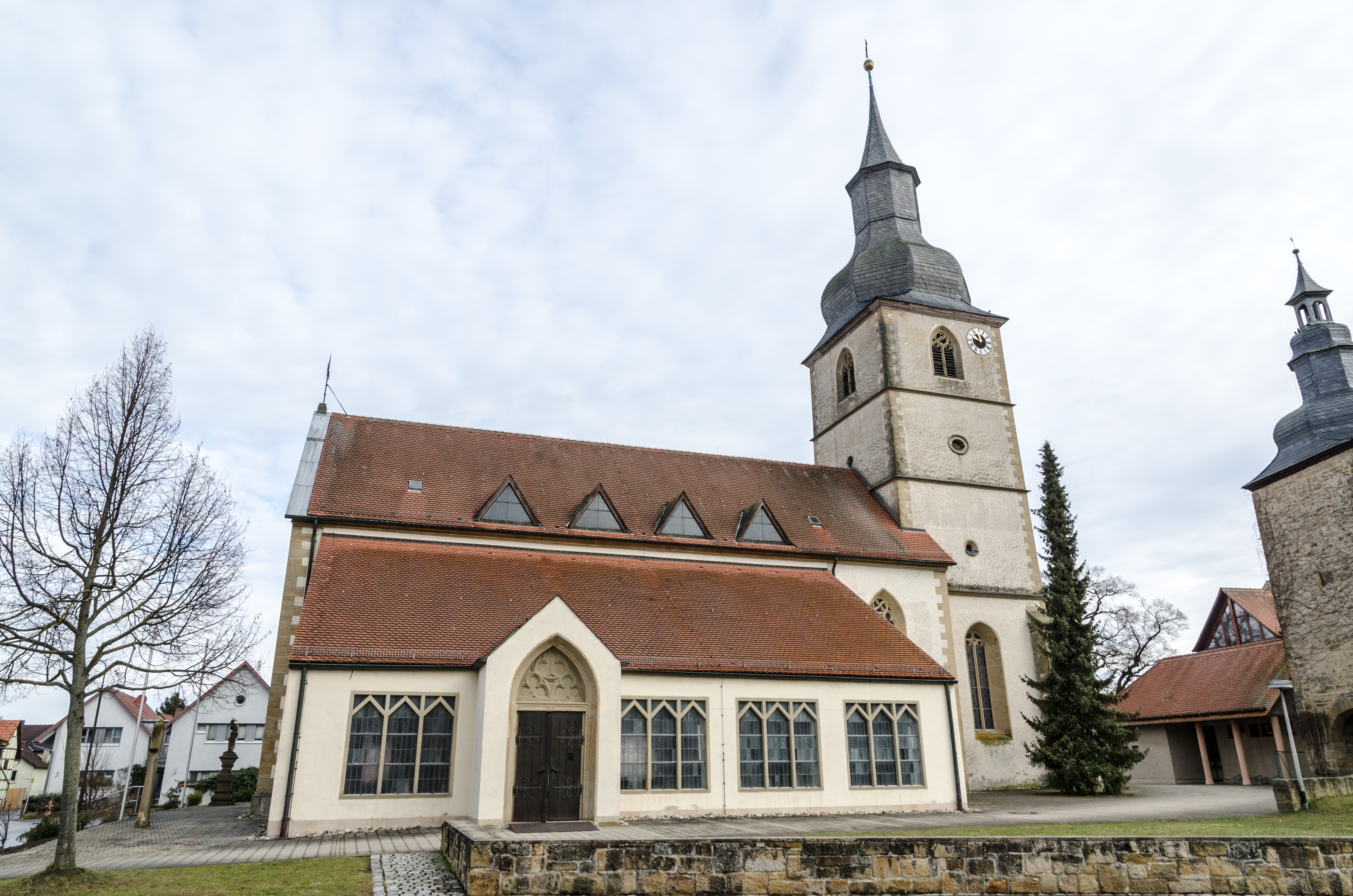
Heilige Dreifaltigkeit
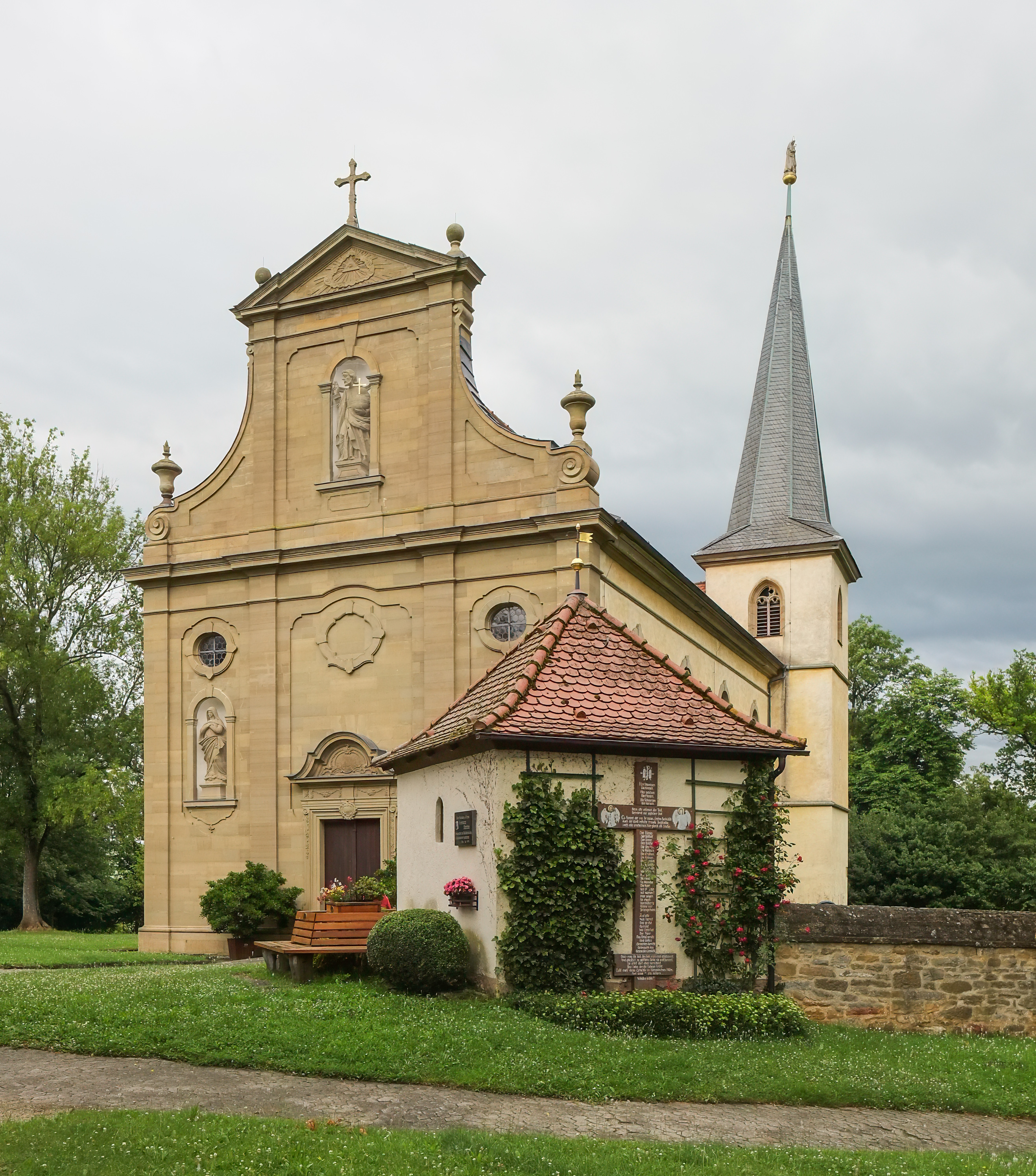
Mariä Heimsuchung

#### Pfarreiengemeinschaft Westliches Grabfeld (Großeibstadt)
- Pfarrei St. Johannes der Täufer (Großeibstadt)
- Pfarrei St. Margaretha (Großbardorf)
- Pfarrei St. Ägidius (Kleinbardorf)
- Kuratie St. Bartholomäus (Kleineibstadt)
- Pfarrei St. Bartholomäus (Sulzfeld (im Grabfeld)) mit St. Wenzeslaus (Leinach)

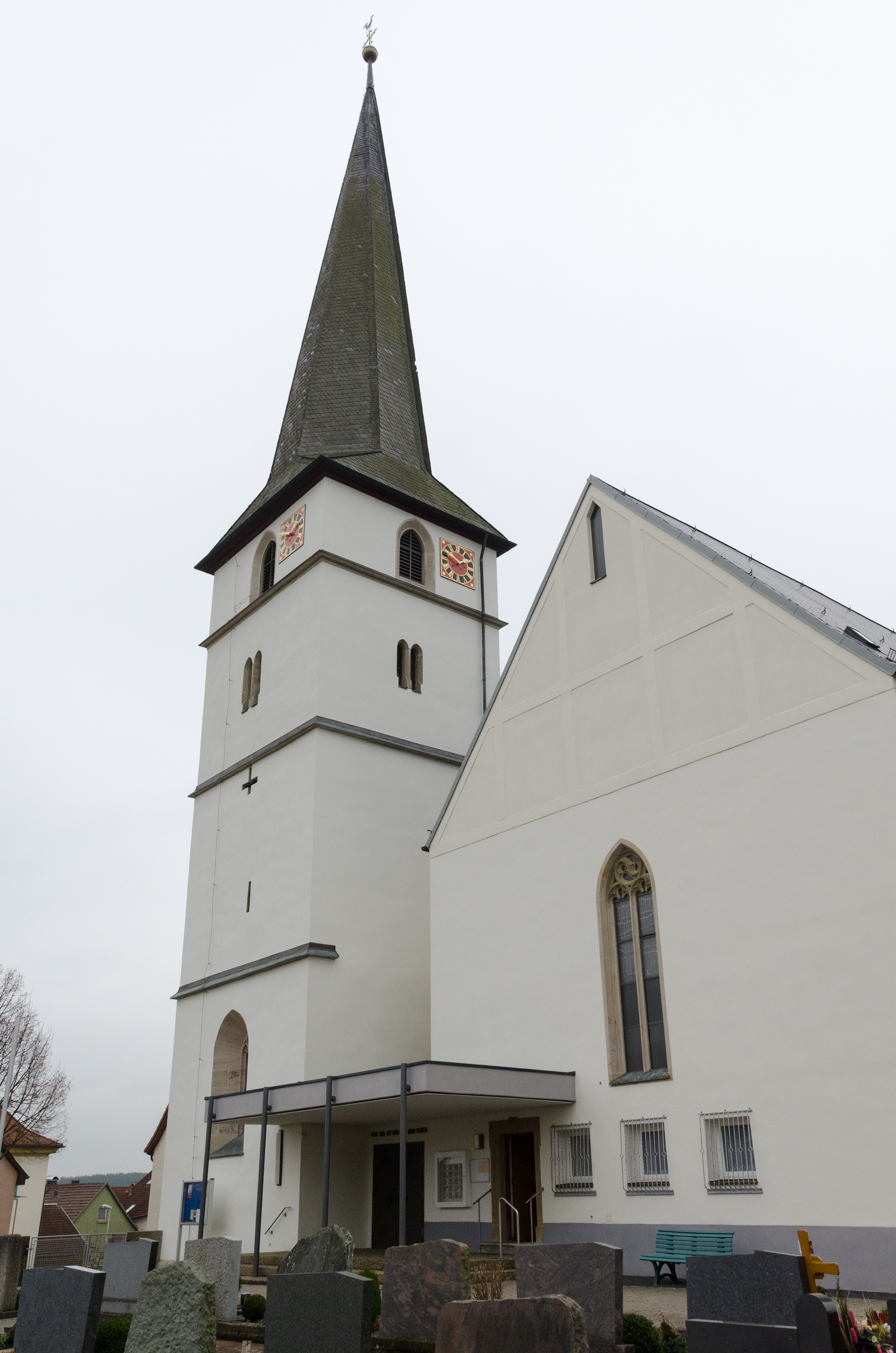
St. Johannes der Täufer
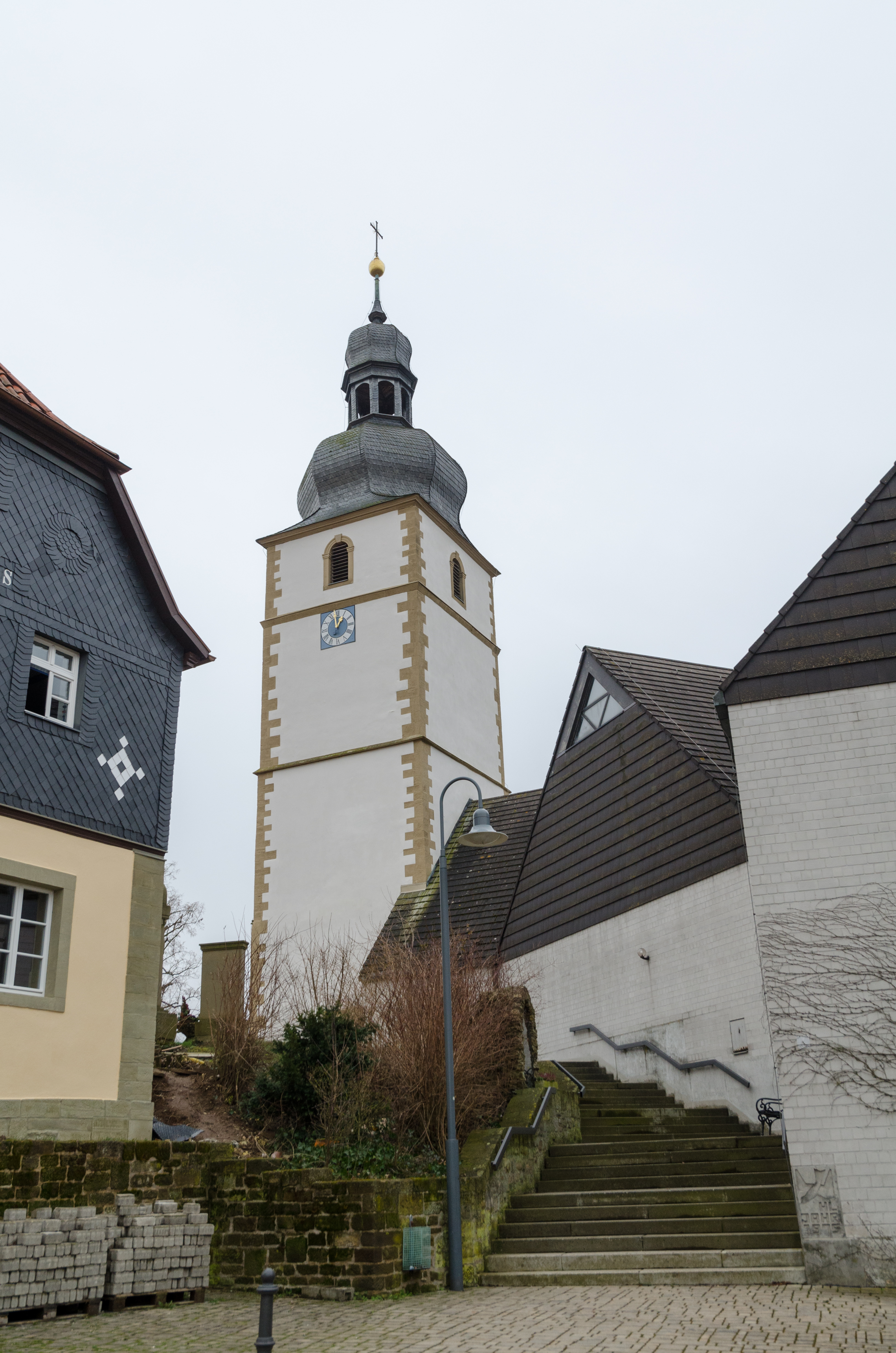
St. Margareta
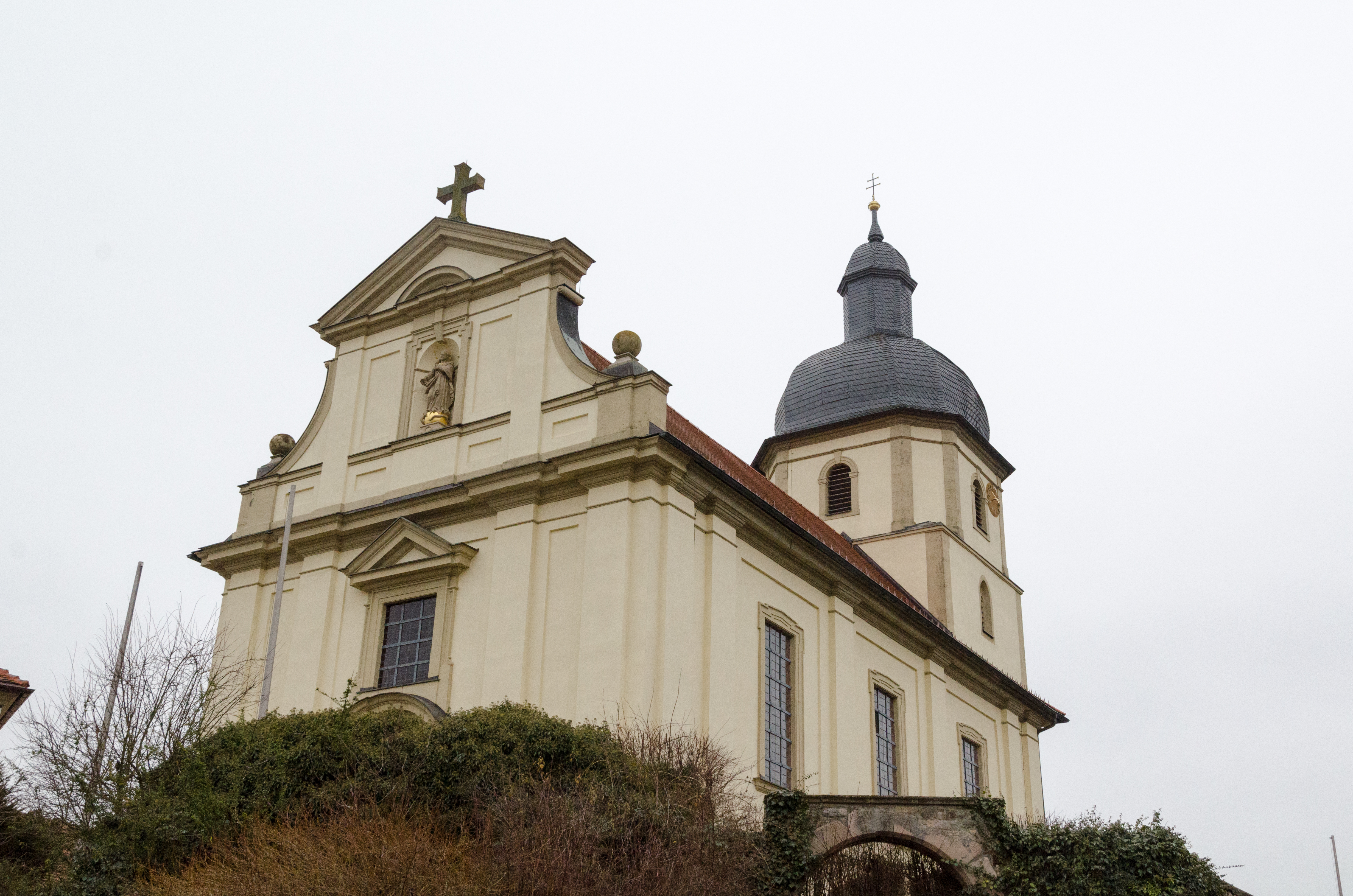
St. Ägidius
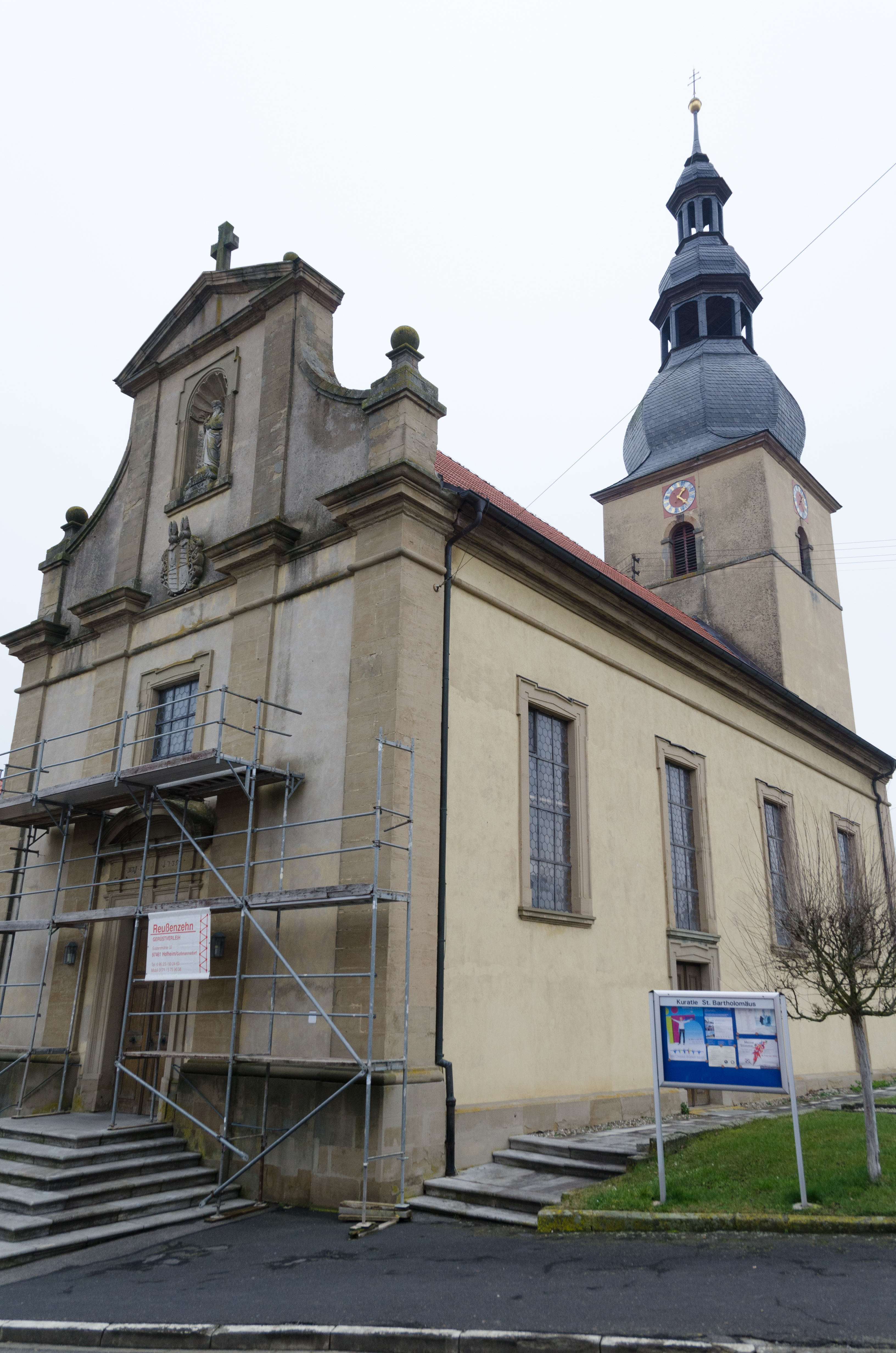
St. Bartholomäus, Kleineibstadt
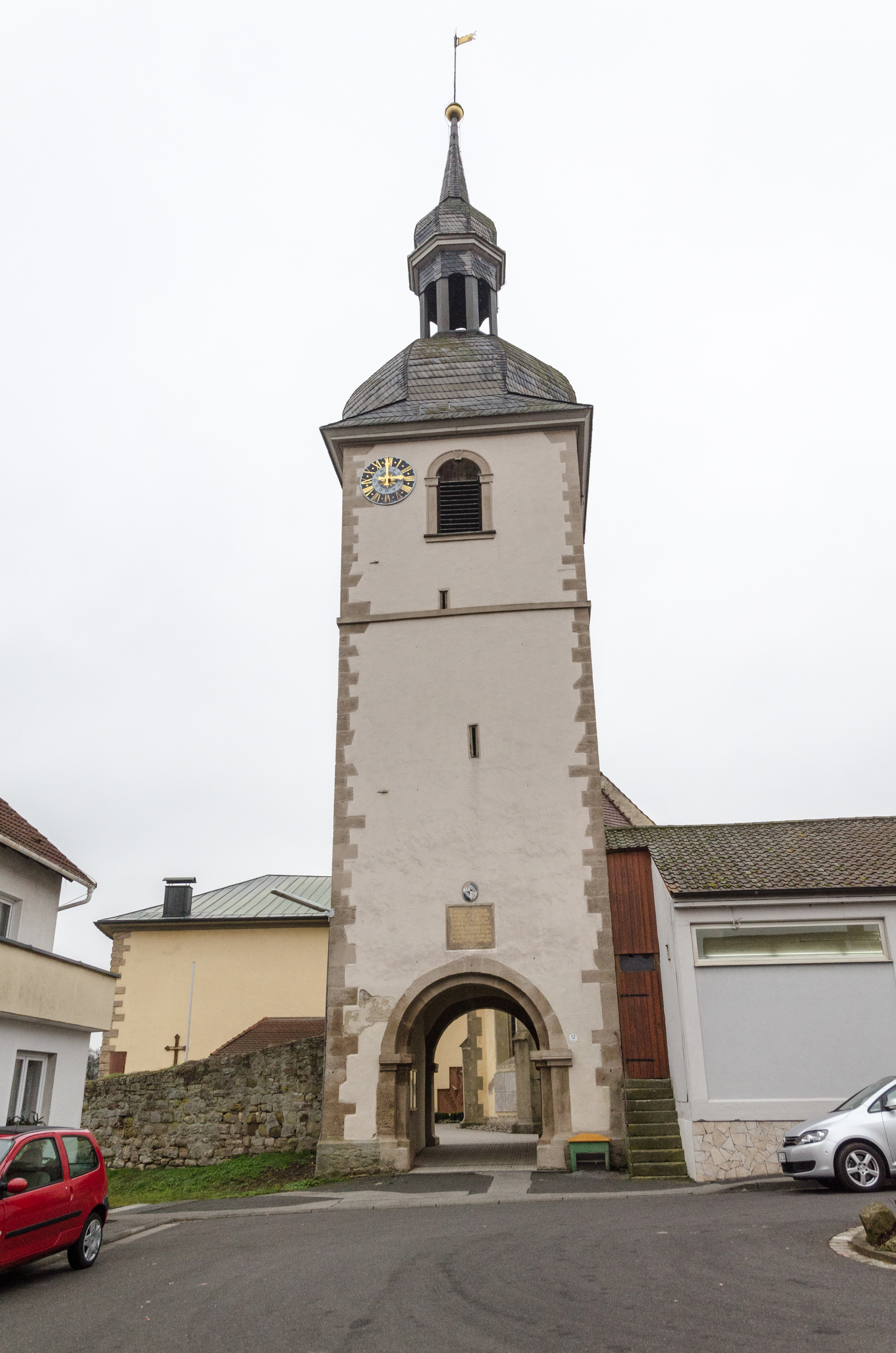
St. Bartholomäus, Sulzfeld

#### Pfarreiengemeinschaft Grabfeldbrücke (Bad Königshofen im Grabfeld)
- Pfarrei Mariä Himmelfahrt (Bad Königshofen im Grabfeld) mit Wallfahrtskirche Mariä Geburt (Ipthausen),
- Spitalpfarrei St. Elisabeth
- Pfarrei St. Maria Magdalena (Althausen)
- Pfarrei St. Michael (Breitensee)
- Pfarrei St. Wendelin (Eyershausen)
- Pfarrei Heiligkreuz (Herbstadt) mit St. Laurentius (Ottelmannshausen)
- Pfarrei St. Martin (Merkershausen)

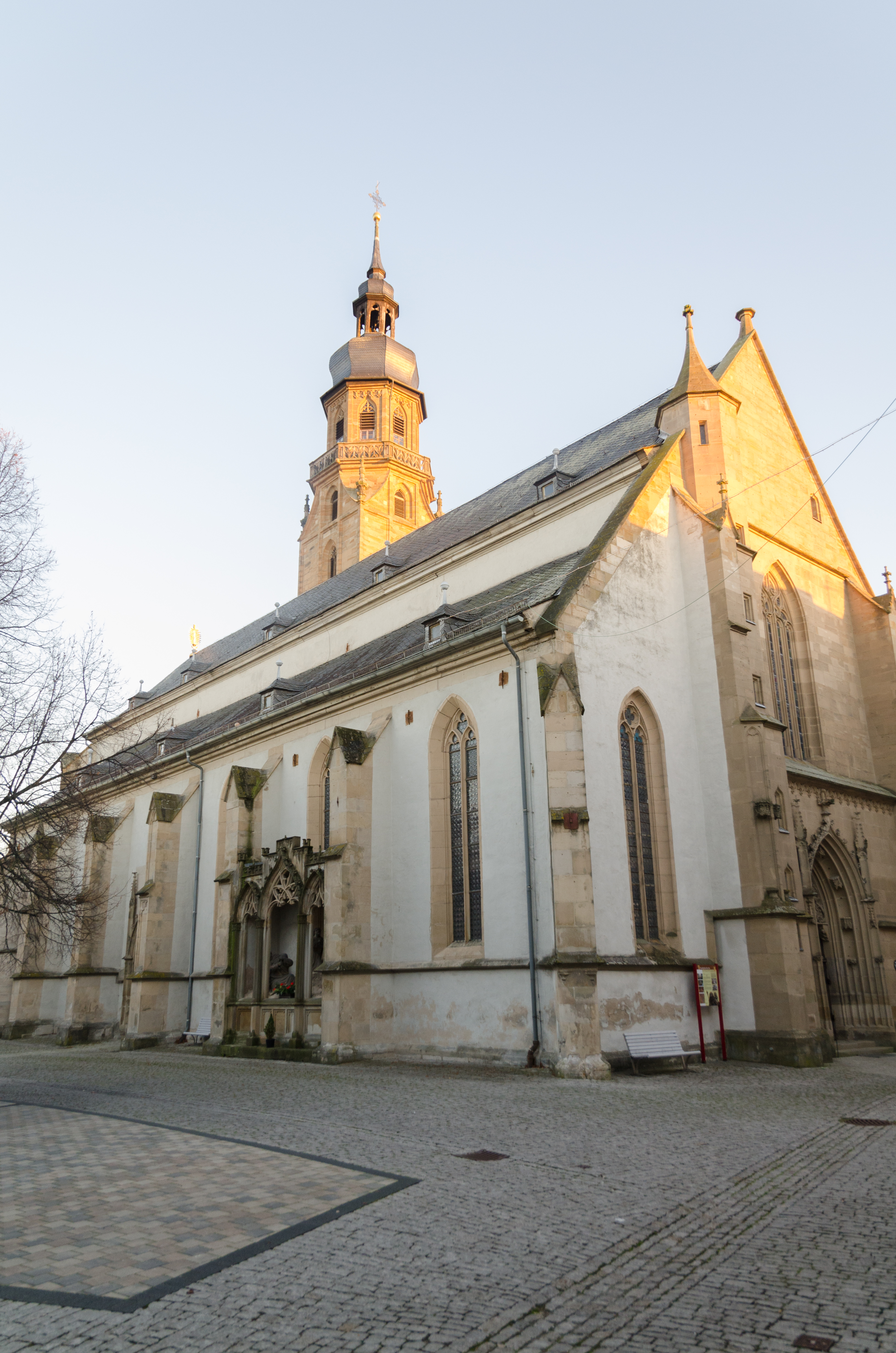
Mariä Himmelfahrt
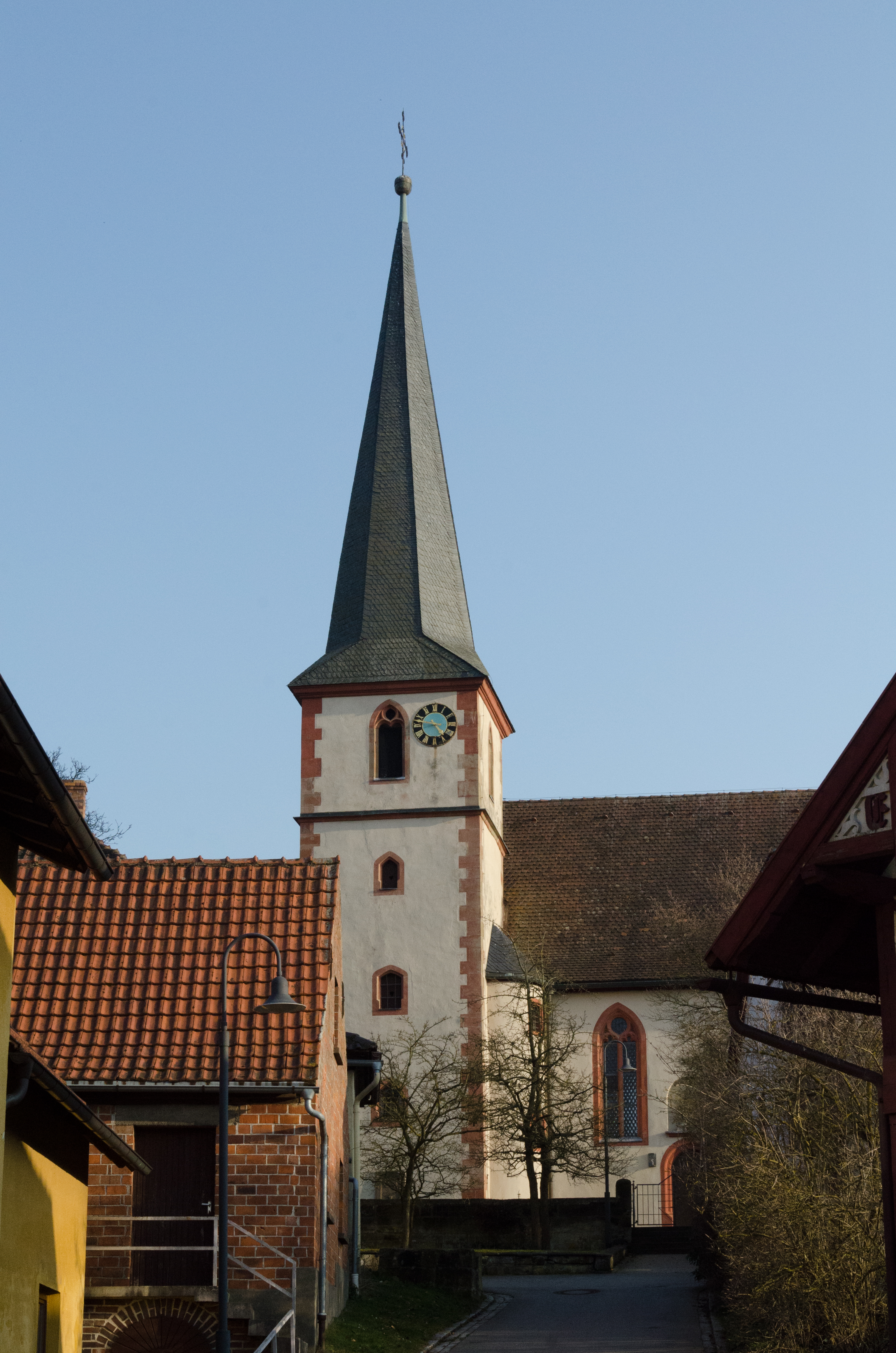
St. Michael
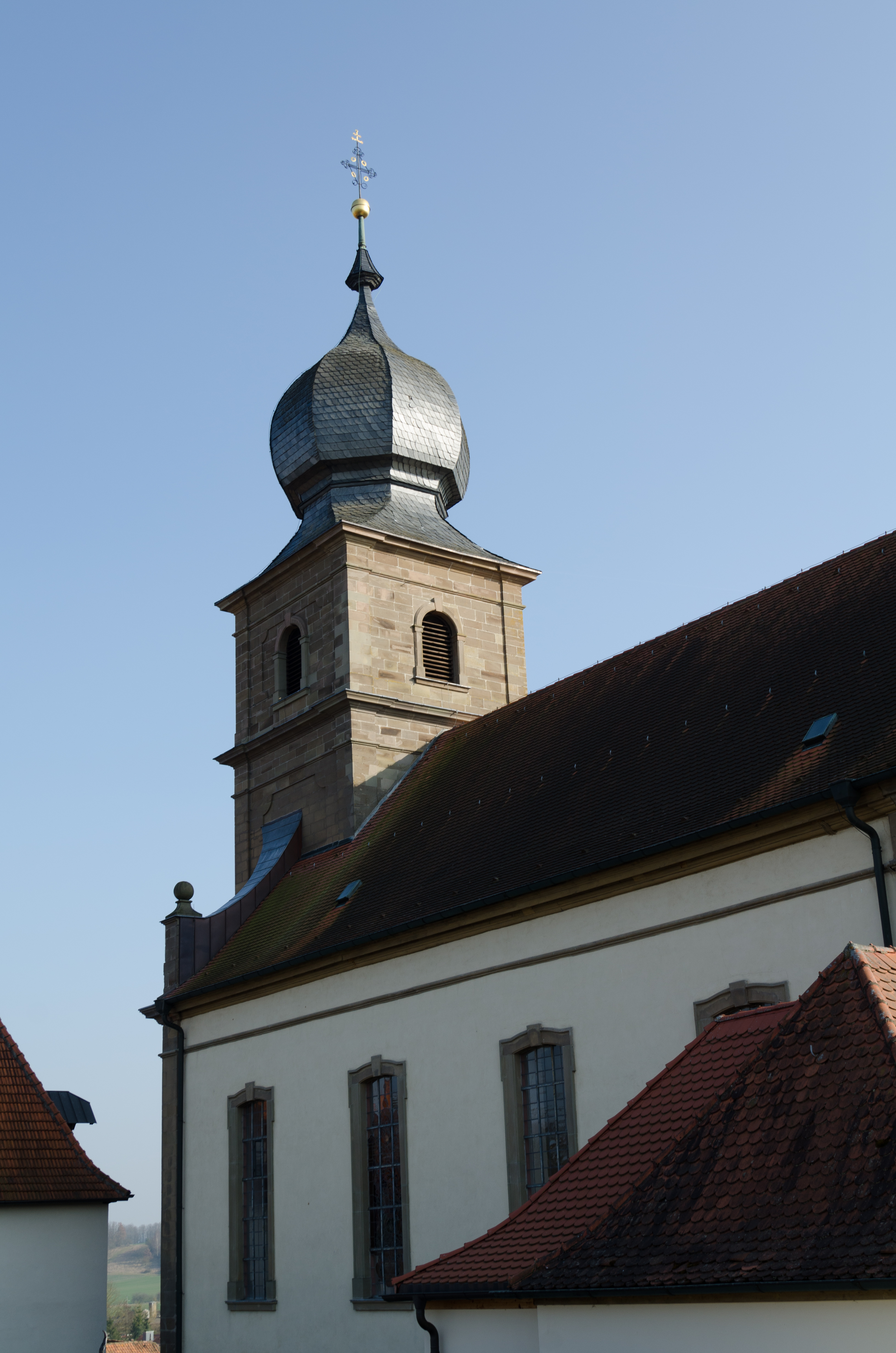
St. Wendelin
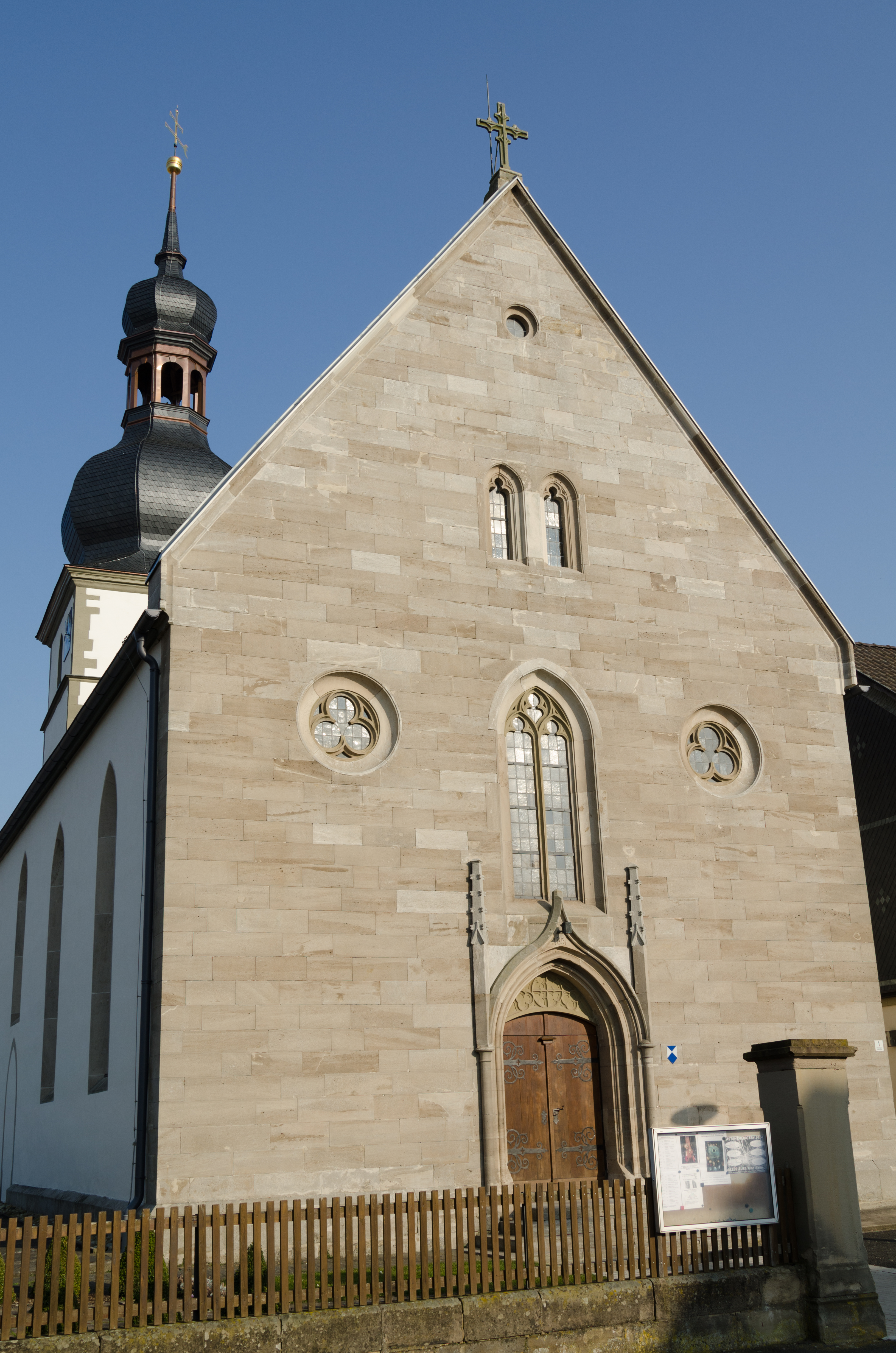
Heiligkreuz
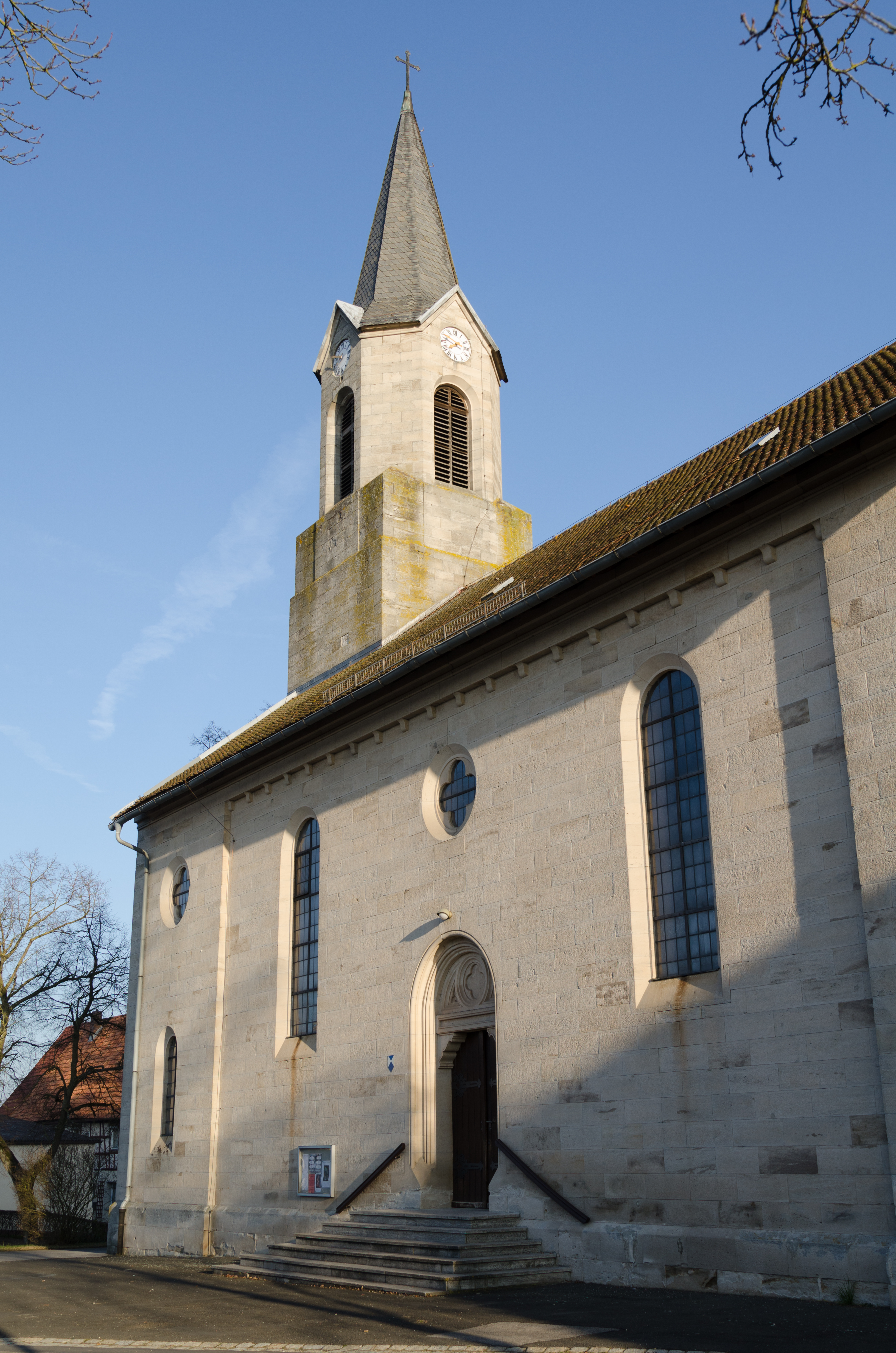
St. Laurentius
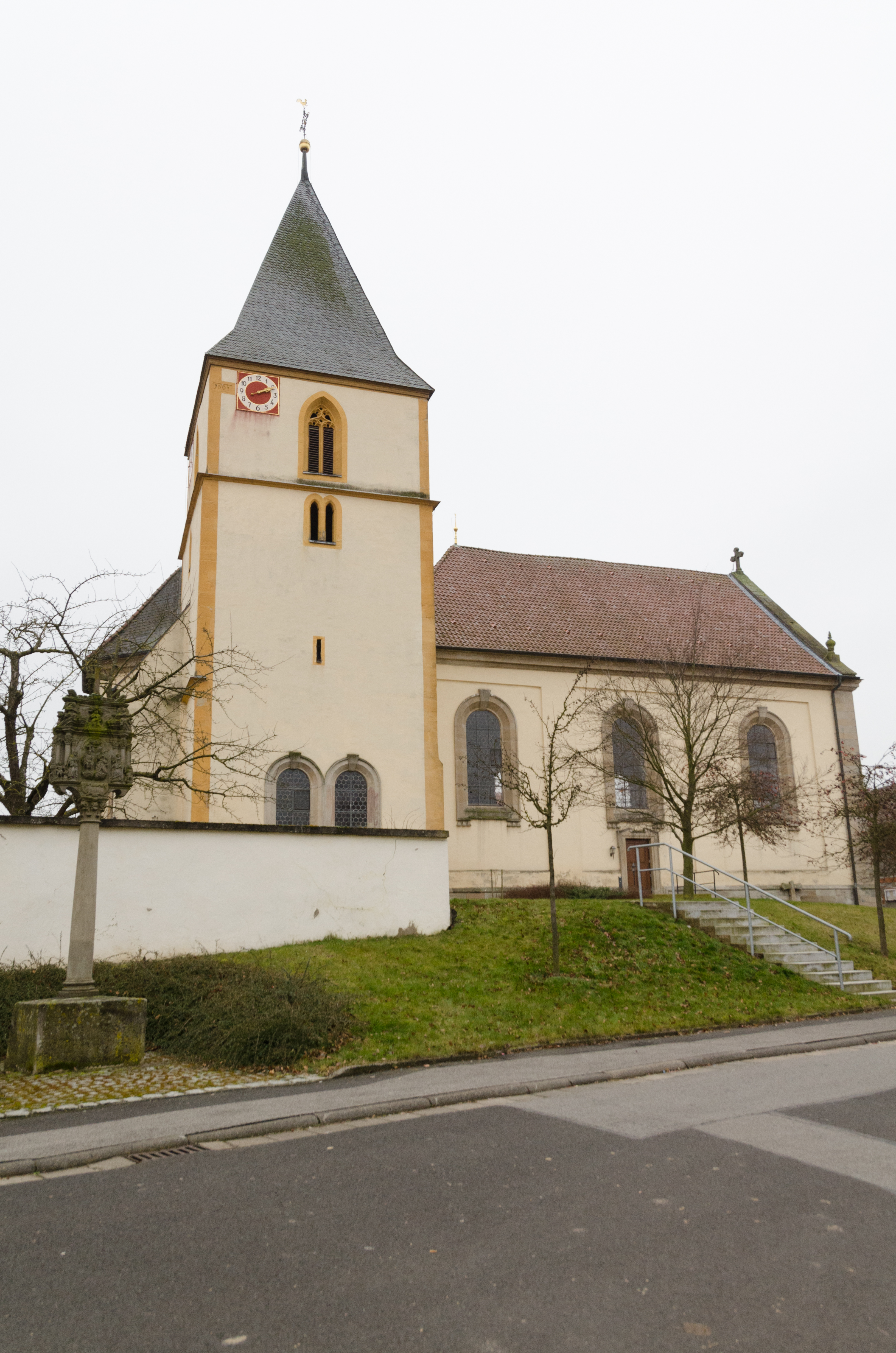
St. Martin

#### Pfarreiengemeinschaft  St. Martin im östlichen Grabfeld (Untereßfeld)
- Pfarrei St. Johannes der Täufer und St. Aquilin (Untereßfeld) mit St. Laurentius (Gabolshausen)
- Pfarrei St. Kilian (Alsleben)
- Kuratie St. Peter und Paul (Aub)
- Pfarrei St. Nikolaus (Obereßfeld)
- Pfarrei Heiligkreuz (Sternberg im Grabfeld) mit St. Peter und Paul (Zimmerau (Sulzdorf an der Lederhecke))
- Pfarrei St. Burkard (Trappstadt)

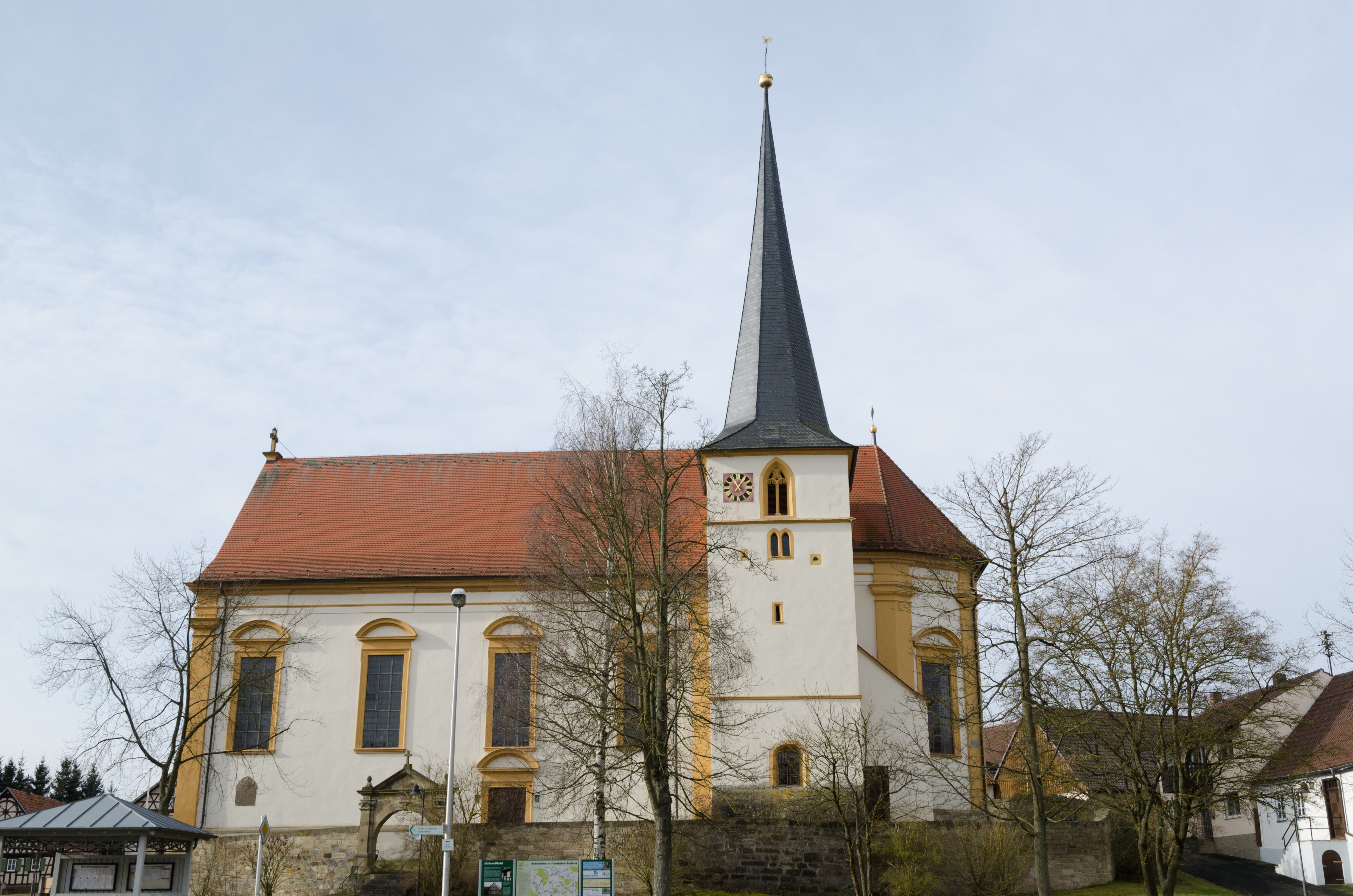
St. Johannes der Täufer und St. Aquilin
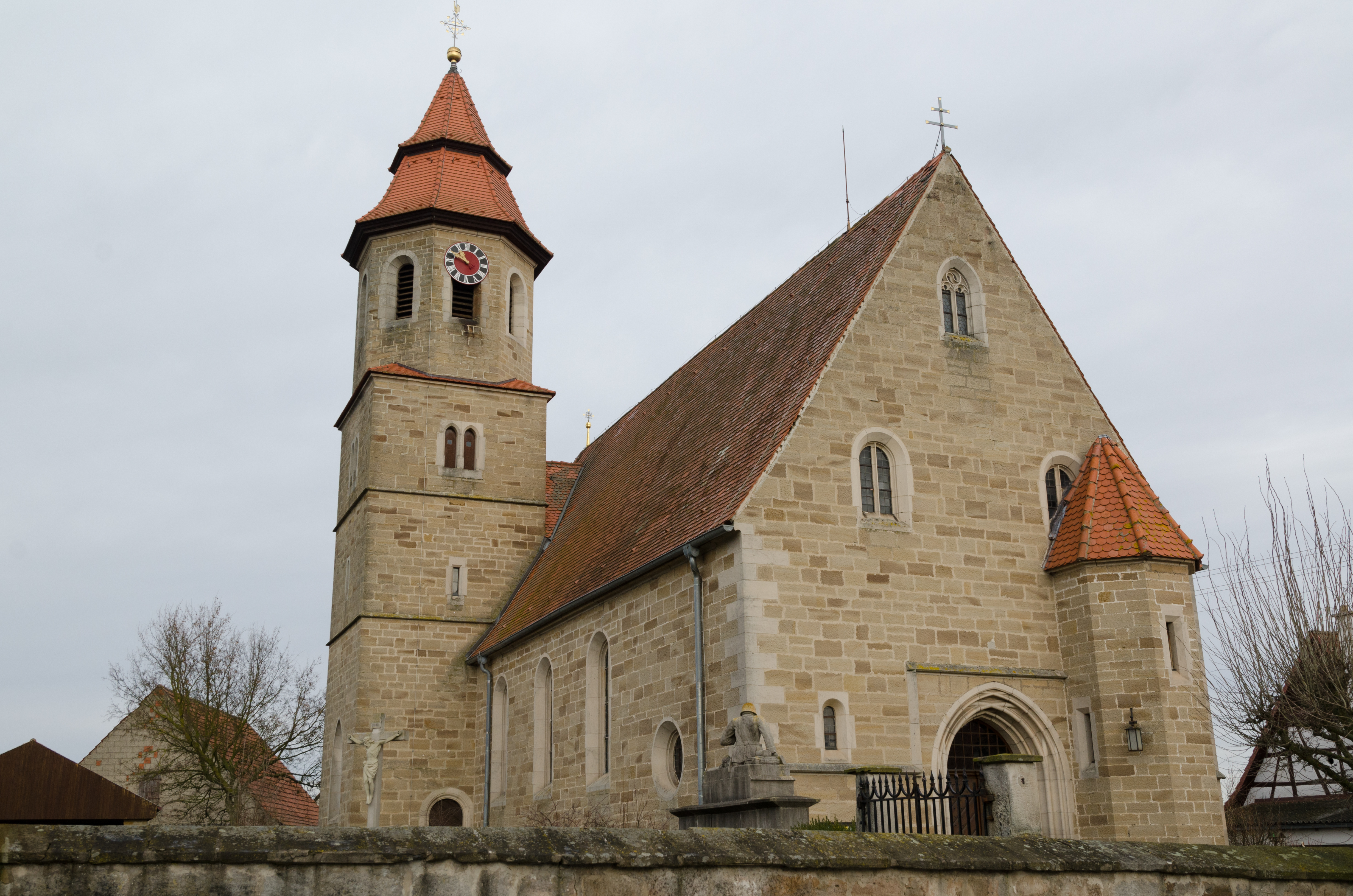
St. Laurentius
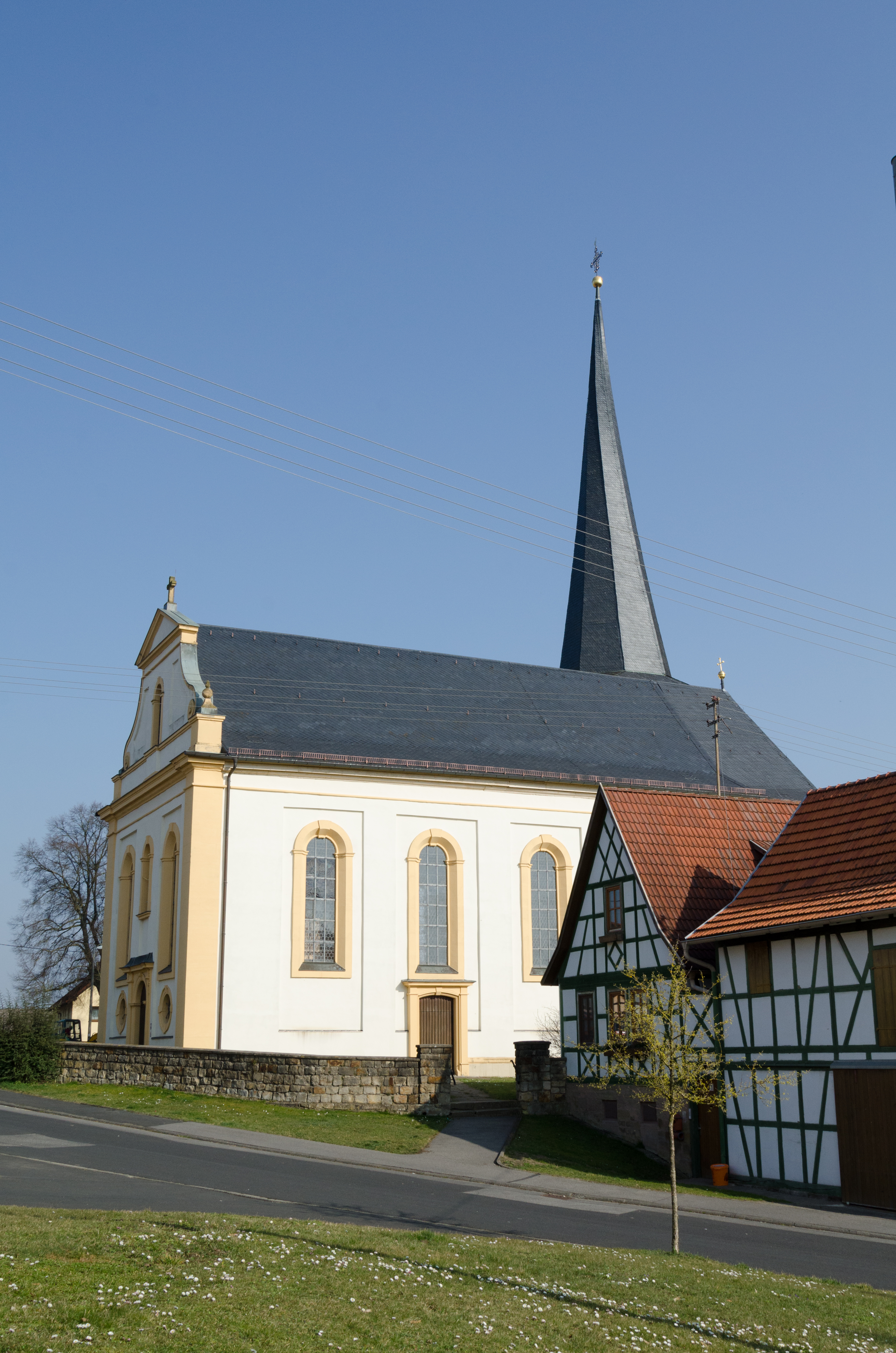
St. Kilian
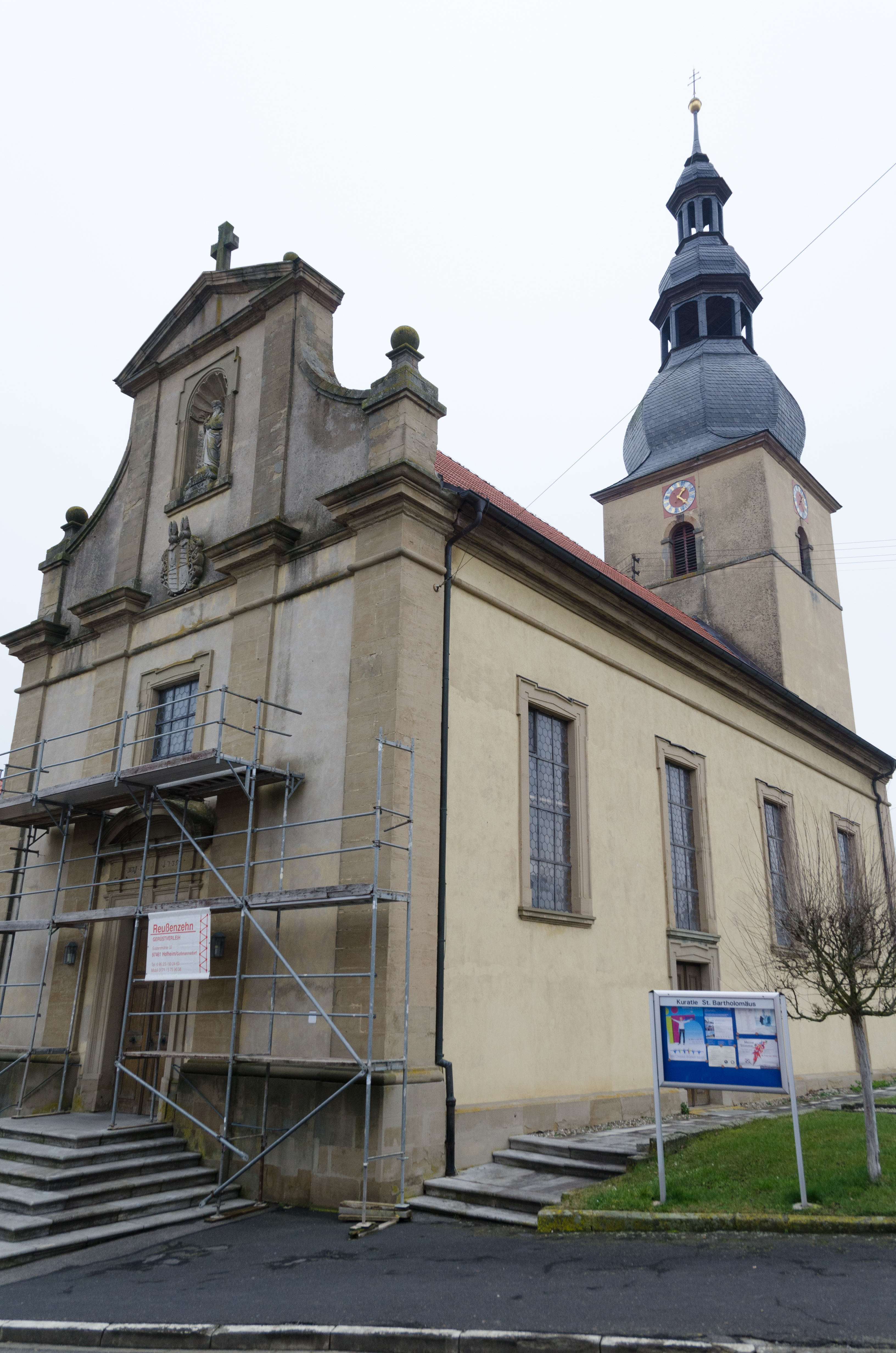
St. Bartholomäus, Kleineibstadt
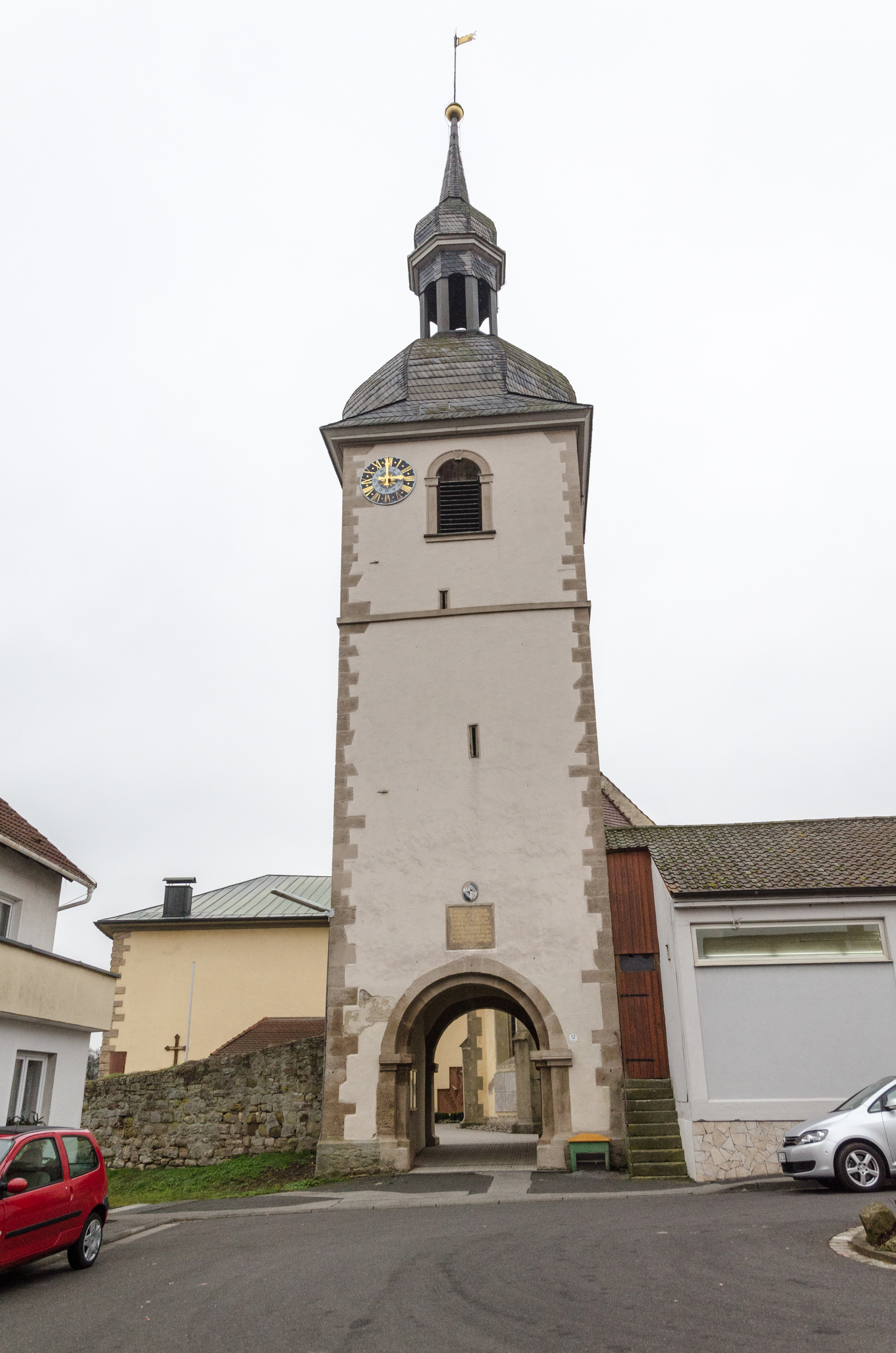
St. Bartholomäus, Sulzfeld